# Histoire administrative et politique de Villeurbanne
 (septembre 2024).

Les armoiries de Villeurbanne se blasonnent ainsi :
De gueules à la maison forte de deux tours couvertes d'argent posée sur des ondes d'azur mouvant de la pointe, surmontée à senestre d'un dauphin contourné et à dextre d'un lion, tous deux d'or.
Historique : le blason de Villeurbanne a été dessiné, en 1888 par l'historien lyonnais André Steyert. La maison forte évoque la villa urbana, proche des eaux du Rhône ; le dauphin rappelle l’ancienne appartenance de la commune au Dauphiné ; le lion rappelle la proximité de la ville de Lyon.

Villeurbanne est une ville française située dans l'agglomération de Lyon. Son histoire administrative et politique se reflète dans les noms de ses rues, places et squares, témoins de son évolution. À l'origine majoritairement paysanne, Villeurbanne s'est fortement urbanisée et a connu une importante phase industrielle marquée par une identité ouvrière affirmée. Cette transformation s'est accompagnée d'une alternance politique notable, avec une préférence pour des élus municipaux majoritairement de gauche.

## Les anciennes racines paysannes

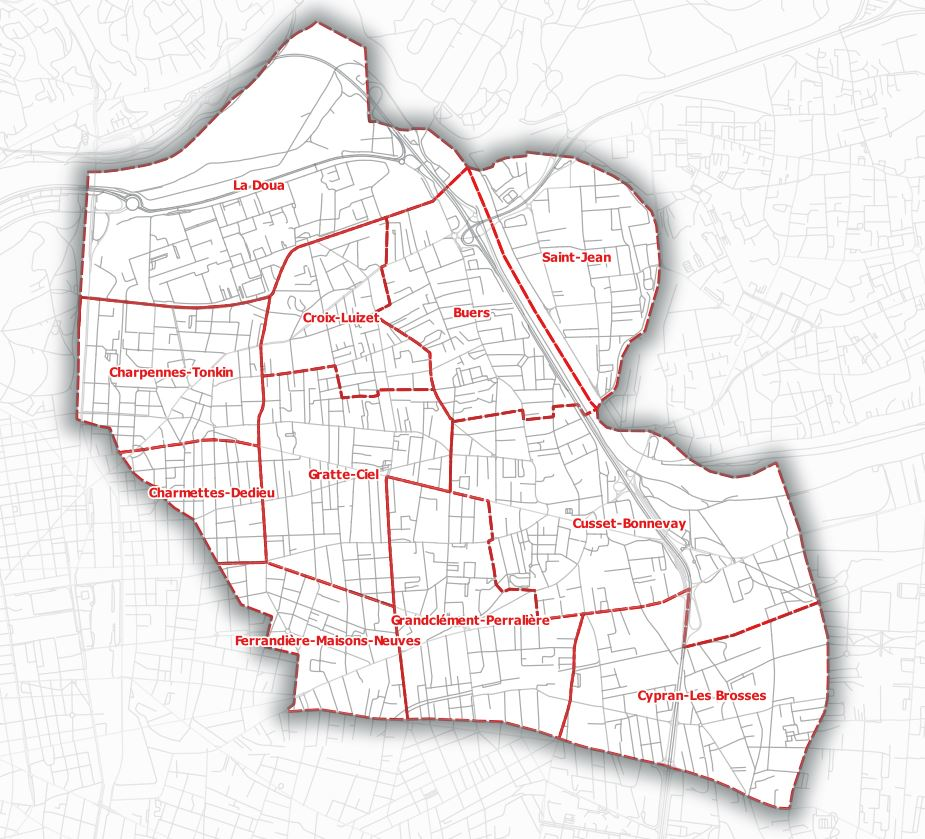
quartiers de Villeurbanne

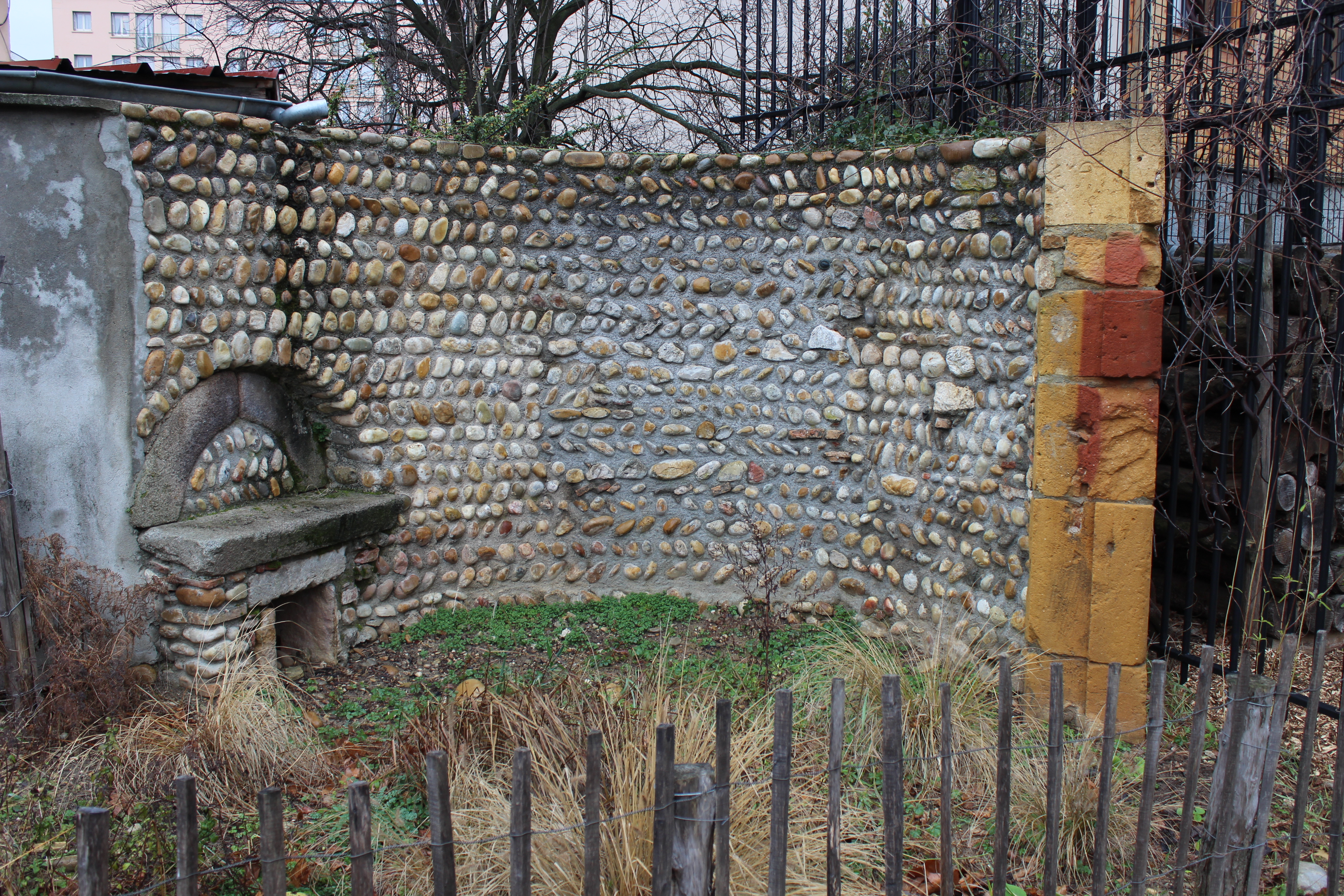
Vestiges d'une tour du château Gaillard

La vingtième ville de France (147 712 habitants en 2017) a conservé diverses traces de son passé de village dauphinois. La commune compte 4 252 habitants en 1847 lorsque la décision est prise de dénommer les rues. À ce point de départ, c’est à l’échelle des quartiers que s’établissent pour l’essentiel les repères de la communauté villageoise. Si ces toponymes sont peu nombreux par rapport au grand nombre de rues actuelles, ils sont, en revanche, riches de sens pour la compréhension du mode de vie de la masse paysanne. Il faut mettre à part, hors urbanisation, le cas de la Feyssine dont le nom est conservé par une « petite rue ». C’est celui de la grande ripisylve aujourd’hui aménagée en parc. Dans cette frange du territoire sous la menace permanente des inondations les branchages de bois morts étaient assemblés en fascines et disposés en écrans dérisoires pour lutter contre la violence du courant du Rhône. Le souvenir de la plupart des quartiers subsiste. Certains toponymes font référence à des particularités du milieu naturel : les Brosses tireraient leur nom d’une variété de joncs très souples utilisée pour la fabrication des brosses et balais par les artisans vanniers installés dans le quartier ; l’appellation de Doua (A2) se rapporterait à la présence d’une source et conséquemment de terrains humides dont la végétation se prêtait aux mêmes utilisations qu’aux Brosses. Il est plus souvent fait référence à des facteurs humains. Cyprian (N2-N3) devrait son nom à une simple borne ou à une stèle funéraire (le terme de cippe nous est toujours conservé). Le plus souvent on a affaire à des familles d’agriculteurs. Un Château Gaillard (E3-E4) a véritablement existé mais la trace du propriétaire éponyme s’en est perdue. Les Buers (F3 : place à  la jonction rue du 8 mai 1945 et de la rue René) Croix-Luizet (D2 une place et F1 le pont) perpétuent aussi la mémoire d’anciens propriétaires ; le premier figure dans le parcellaire cadastral de 1698 et  sa famille a donné un maire à la commune décédé en 1890. La Bonneterre (L3)  avait été érigée en fief en 1633 et son évidente vocation agricole ne devait changer qu’en 1885 où le terrain sera converti en hippodrome ! À la Ferrandière, avant qu’elle ne devienne le centre d’un grand domaine avec château, avaient œuvré des ferrandiers qui brisaient sur  un fer mouillé la partie ligneuse du chanvre avant rouissage sans doute en utilisant les eaux de la Rize. Nous connaissons avec un luxe de détails la composition au début du XIXe siècle du domaine de Bellecombe de très antique fondation : une maison de maître, des hangars, les communs d’une ferme, une petite chapelle au centre de 32 hectares de prés, vignes, céréales et plantations diverses. On y accédait par une allée de mûriers.

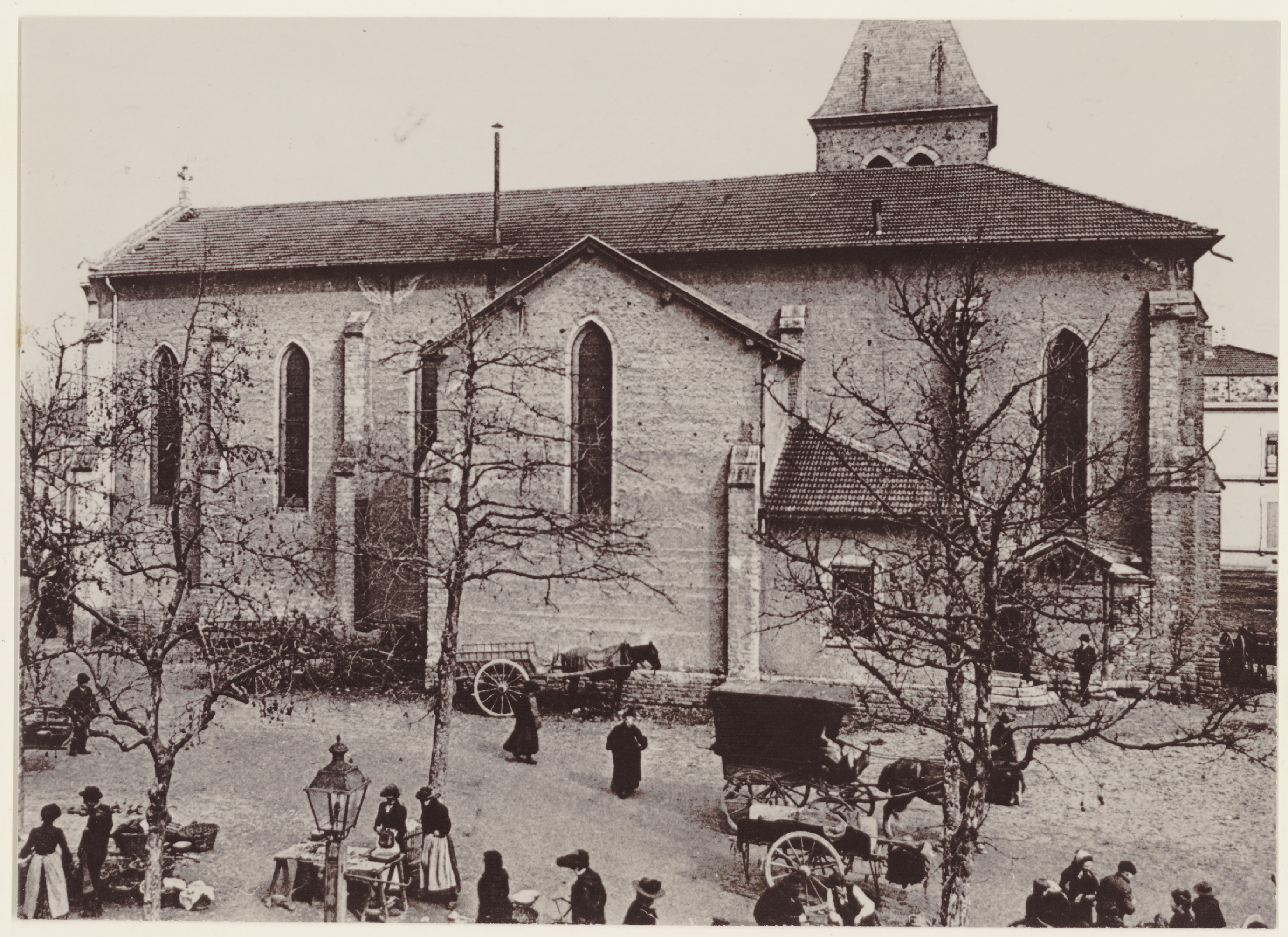
Église Sainte-Madeleine des Charpennes, vers 1910.

Cusset, les Charpennes et Saint-Jean constituent toujours comme quartiers des repères essentiels pour tous les Villeurbannais. Le cas de Saint-Jean (G3), unique référence à connotation religieuse, n’appelle pas de commentaire. Etonnant en revanche est le cas de Cusset. On n’aura jamais eu à déplorer l’effacement d'une rue de Cusset, vieux mot gallo-celtique qui désignerait un lieu caché, pour la raison qu'aucune ne l'a jamais porté. En revanche, ce nom a été attribué justement à une station de métro et, bien antérieurement, à la proche centrale hydroélectrique. Quant aux Charpennes, ils tirent leur origine du latin carpetum, lieu planté de charmes, mais présent habituellement sous forme de haies de protection. Ils avaient connu une notoriété exceptionnelle au point de désigner sous diverses variantes trois rues et une place. Du fait d'une situation en marge du territoire de Villeurbanne et d'un développement précoce, la population avait été tentée d’en faire une commune autonome. Aura disparu le nom, le plus symbolique de cette autonomie manquée, de Grande rue des Charpennes (l’actuelle rue Gabriel Péri depuis 1990) alors que la Guillotière, la Croix-Rousse et Vaise ont conservé cette appellation privilégiée pour leur principale artère après leur annexion à Lyon en 1852. Sur la place centrale de la Bascule trônait bien évidemment le poids public. Sa nouvelle appellation de Charpennes-Charles Hernu qui est aussi celui de la station de métro sauve le vieux nom de l'oubli ainsi que le nom de l'hôpital.
|                  |
| quart nord-ouest |

|                |
| quart nord-est |

|                 |
| quart sud-ouest |

|               |
| quart sud-est |

## Gloires et malheurs nationaux auXIXesiècle
Le rattachement de Villeurbanne au département du Rhône en 1852 correspond à la période de grande croissance économique du Second Empire. Les perspectives de développement conduisent à établir un plan pour le quartier de Bellecombe. S’il appartient au maire et à ses conseillers de choisir les noms de rues, il convient de rappeler qu’à cette époque, d’une part les maires sont nommés par les préfets et non élus par la population ; d’autre part que la masse paysanne qui en constitue à l’époque la presque totalité est peu politisée et s’en remet volontiers aux notables pour la bonne conduite des affaires communales. Ceux-ci réagissent aux grands événements nationaux avec un certain conformisme. Il ne faut pas s’étonner si, dans ces conditions, l’esprit patriotique les conduit à honorer les faits d’armes sous le règne de Napoléon III. De la guerre qui oppose la France et la Russie sur le territoire de la Crimée, ils retiendront la victoire d’Inkermann (I1) alors que les Parisiens préféreront pour leur boulevard la ville de Sébastopol à ce qui n’en était que le modeste faubourg de même la même manière qu’ils immortaliseront le fameux zouave de l’Alma en 1855. Le souvenir du conflit au cours duquel la France vient à l'aide du royaume de Piémont pour libérer l’Italie de l’Autriche sera perpétué par la victoire de Magenta (J1-J2). Le peuplement de ce même quartier de Bellecombe était loin d’être achevé lors de l’avènement de la Troisième République et à Villeurbanne comme partout en France ont été ressenties douloureusement les pertes de l’Alsace (J1-J2) et de la Lorraine (J2) annexées par l’Allemagne victorieuse en 1871.
Les débuts de l’industrialisation dans le quartier des Charpennes ont à nouveau justifié le projet de lotissement sur la partie du domaine de la ferme de la Tête d’Or resté villeurbannais après le partage de 1888. La même nécessité que pour celui de Bellecombe a poussé à proposer son l’urbanisation selon un plan quadrillé. Cette tâche a été confiée à Oscar Galline (B3), administrateur des Hospices civils et Pierre Piaton (B4), qui en avait été élu président. Ces années 1880 correspondaient avec la conquête du Tonkin et lorsqu’en 1894 Lyon organise une exposition universelle dans le parc de la Tête d’or, son territoire n’y suffisant pas, c’est sur celui attenant de Villeurbanne qu’est reconstitué un village imité de ceux du Tonkin (A3). Mais le conseil municipal n’avait pas attendu cette date pour baptiser le quartier de ce nom. La prise de Sontay (A4) par le contre-amiral Courbet avait été un épisode capital de cette conquête et la mort au combat du commandant Henri Rivière (A3) lors de la bataille de Hanoï (A4) en était l’événement le plus douloureusement ressenti.

## Socialistes mais républicains!
La décennie 1880 est caractérisée par ce que le géographe Marc Bonneville a qualifié d’irruption industrielle. C’est sur l’électorat ouvrier que fonde sa légitimité le mouvement socialiste dont la politique sera marquée par une volonté de différenciation par rapport à la bourgeoise lyonnaise, en particulier pendant les mandatures de Frédéric Faÿs. Jusqu’au lendemain de la Première Guerre mondiale ce courant politique non seulement ne renie pas les valeurs républicaines mais il y voit les conditions de l’émancipation de la classe ouvrière. Il saluera comme un des plus illustres pionniers du socialisme la personne de François Raspail (C4-D4). Certes, dès 1870, la municipalité avait immédiatement réagi après la capitulation de l’empereur à Sedan et le cours Napoléon Ier en limite est du quartier de Bellecombe avait été rebaptisé cours de la République (J1-J2) dès le 1er décembre tandis qu’était enlevée la statue de Napoléon Ier. Mais l’affermissement du régime de la Troisième République ne date que de 1879, année où la Marseillaise devient l’hymne officiel de la France et de 1880 où le 14 juillet est décrété fête officielle de la nation. La dénomination de la rue du 14 juillet 1789 (J3)  se fera encore attendre jusqu‘en 1904 après celle de la courte rue de la Bastille (J1) entre cours Emile-Zola et rue Dedieu (I1-K1). Cette même année plusieurs autres rappels de la Révolution sont inscrits dans les noms de rues. Un ancien chemin de Saint-Antoine est renommé rue du 4 août (J2-G5) dans la fidélité au sentiment de libération qu’avaient sûrement éprouvé les paysans du village dauphinois un siècle plus tôt avec l'abolition des privilèges. Villeurbanne n’aura pas de rue de la Marseillaise mais on honorera son créateur en la personne de Rouget de Lisle (E1 hors  carte au nord de la nécropole nationale). On exhumera aussi un épisode plus obscur de l’histoire du Directoire : le 4 septembre 1797 (J3) c’est au prix d’un coup d’État que les Républicains avaient écarté le danger d’un retour à la royauté ! On aurait toutefois tort de penser que les grandes valeurs fondatrices de la République de Liberté (N1), Égalité (N1) et Fraternité (L4) qui figurent aux frontons de nos mairies sont contemporaines de cette fin du XIXe siècle. Ces dénominations datent de 1843 : le roi bourgeois Louis-Philippe avait dû les faire siennes pour marquer sa différence avec le régime réactionnaire de la Restauration. Son père Louis- Philippe d'Orléans n’avait-il d’ailleurs pas été surnommé Philippe Égalité ? Il n’est donc pas étonnant, vu la date, qu’elles soient localisées dans le vieux village de Cusset et aux Maisons Neuves. En digne successeur de Faÿs, le maire Emile Dunière (D3) (1903-1908) dès 1904 enrichit ces références au passé républicain par les rues de la Convention (J2) et du 24 février 1848 (J2), date de fondation de la Deuxième République, dans le quartier de Bellecombe. Complétons cette revue avec Jean-Baptiste Baudin (H5), ce voisin natif de Nantua député de l’Ain mort héroïquement sur les barricades dressées conte le coup d’État de Napoléon III le 3 décembre 1851.
Les engagements politiques de la municipalité ont sûrement été partagés par la majorité de la population lorsque l’opinion a été mobilisée pour la libération du colonel Dreyfus par la publication de l’article J’accuse d’Emile Zola (A4-01) dans l’Aurore du 13 janvier 1898. C’est plus encore au révolté contre l’injustice qu’au romancier des Rougon-Macquart qu’entend rendre hommage le conseil municipal en baptisant de son nom la plus grande artère de la ville dix jours seulement après sa mort. Sous la mandature de Jules Grandclément (1908-1922) le 6 mars 1914 le nom de Pressensé (B4-F5) est attribué trois jours après sa mort à la rue parallèle au cours Emile-Zola. C’est encore en rappel du soutien apporté au camp des Dreyfusards et au fondateur de la Ligue des Droits de l'Homme qu’il est fait écho tout autant qu’à sa fonction de député de Villeurbanne de 1902 à 1910.
À l’époque le mouvement socialiste pouvait faire siennes les positions nationales en matière de politique extérieure surtout lorsqu’il s’agissait de s’assurer des appuis face à la menace que faisait peser sur la France les puissances associées dans la Triple Alliance. La rue des Alliés (D3) qui unissait la France à la Russie et à la Grande-Bretagne à la veille de la Première Guerre mondiale lui doit son nom. Les Villeurbannais avaient eu déjà le temps d’oublier la guerre des Boers car quelques années plus tôt, toutes opinions confondues, ils s’étaient joints aux Lyonnais dans l’hommage à Paul Kruger (M2-02) le héros vaincu par les Anglais en Afrique du Sud chaleureusement traité à la brasserie Georges lors de son passage en 1902. On peut rappeler ici cet épisode même si ce n’est qu’en 1933 que le nom d’une rue lui a été attribué dans un lotissement du quartier Cyprian. Et pour faire bonne mesure, le général Christiaan de Wet (M2-M3) sera honoré de la même façon à la même date.

## Le traumatisme de la Grande Guerre (1914-1924)

### L'union sacrée (1914-1922)
L’équipe municipale issue de l’élection de 1904 a approuvé les décisions du Congrès de l’Internationale socialiste d’Amsterdam concrétisées par la création en France de la Section Française de l’Internationale Ouvrière (SFIO). Et c’est dans l’unité que le parti accepte l’Union sacrée de l’ensemble des forces politiques quand éclate la Première Guerre mondiale. Cette unité ne s’est pas démentie pendant le conflit. La mobilisation de la population de Villeurbanne a été exemplaire : les usines sont reconverties pour l’armement de nos troupes, 13 hôpitaux auxiliaires sont créés pour recueillir les blessés, le camp de la Doua fonctionne à plein pour le cantonnement des troupes et le champ de course est reconverti pour l’accueil des chevaux. C’est en cohérence avec cet engagement total que sera décidé à la fin du conflit d’honorer la mémoire de Jean Jaurès (K4-L4) assassiné le 31 août 1914. Son nom remplace celui de Maisons Neuves. Quant à la célébration de la mémoire d’Albert Thomas (rond-point Tolstoï-4 août : J2), ministre de l’Armement et des Fabrications guerre, elle attendra 1945 mais cet ami de Jaurès aura bien le temps par la suite d’œuvrer en faveur de la ville. Lyon aura son pont Wilson (A4) ? Villeurbanne aura sa place : ce président américain, ardent partisan de la paix et fondateur de la Société des Nations (SDN), méritait bien cette marque de reconnaissance dès 1918 et il restera quasiment le seul grand homme politique étranger à être honoré à Villeurbanne si l'on excepte, tout récemment, le chancelier allemand Willy Brandt ,.

### La rupture entre socialistes et communistes
La crise qui bouleverse la vie municipale de 1922 à 1924 est la conséquence directe de la Grande Guerre et de ses répercussions mondiales. L’unité manifestée par les socialistes villeurbannais ne devait  pas y résister. Sur le plan politique, le maire Jules Grandclément, présent au congrès de Tours en 1921, avait pris position en faveur de la Troisième Internationale suivant les consignes de Lénine pour une rupture totale avec le capitalisme. Il ralliait ainsi les rangs du Parti communiste français qui se séparait de la SFIO. Sur le plan syndical, le congrès de Saint-Étienne avait débouché sur la même rupture entre la CGT maintenue et la CGTU d’obédience communiste. Intransigeant sur ses principes, Gandclément pousse à la démission ses opposants socialistes. À la suite d’une élection partielle, Grandclément s’étant mis en retrait, Paul Bernard devient en 1922 le premier maire communiste de Villeurbanne pour deux ans car à l’issue des élections générales de 1924 la municipalité passera à nouveau sous le contrôle de la SFIO avec Lazare Goujon,.

#### Un monument aux morts symbolique
De nombreux symboles survivent aujourd’hui de ce passage au pouvoir des communistes, si bref qu’il ait été. L’histoire du monument aux morts est peut-être la plus significative car Villeurbanne s’est alors distingué de l’immense majorité des communes de France. Quasiment partout, ce monument a été installé dans une position prestigieuse et y sont inscrites par leurs noms bien en vue les victimes du conflit, année par année. À Lyon le choix a été fait de l’Ile du Souvenir dans le Parc de la tête d’Or et l’ouvrage a été confié dès 1920 au célèbre architecte Tony Garnier. Chaque visiteur peut rechercher la trace d’un des 10 200 héros dans l’impressionnante liste alphabétique. À Villeurbanne, le maire Jules Clément, rallié au mouvement pacifiste né en plein conflit, n’a pas fait mystère de ses dispositions d’esprit : un tel monument ne devait « pas [être] fait pour perpétuer la mémoire de la guerre, mais celle de nos pauvres soldats morts. Si je n’avais écouté que mes sentiments d’horreur de la guerre je n’aurais pas proposé de monument. La guerre nous a tellement fait souffrir que j’aurais préféré le silence. Mais nous sommes en pays latin où le sentiment des morts est tenace et nous n’avons pas voulu rester en retard avec la population ».

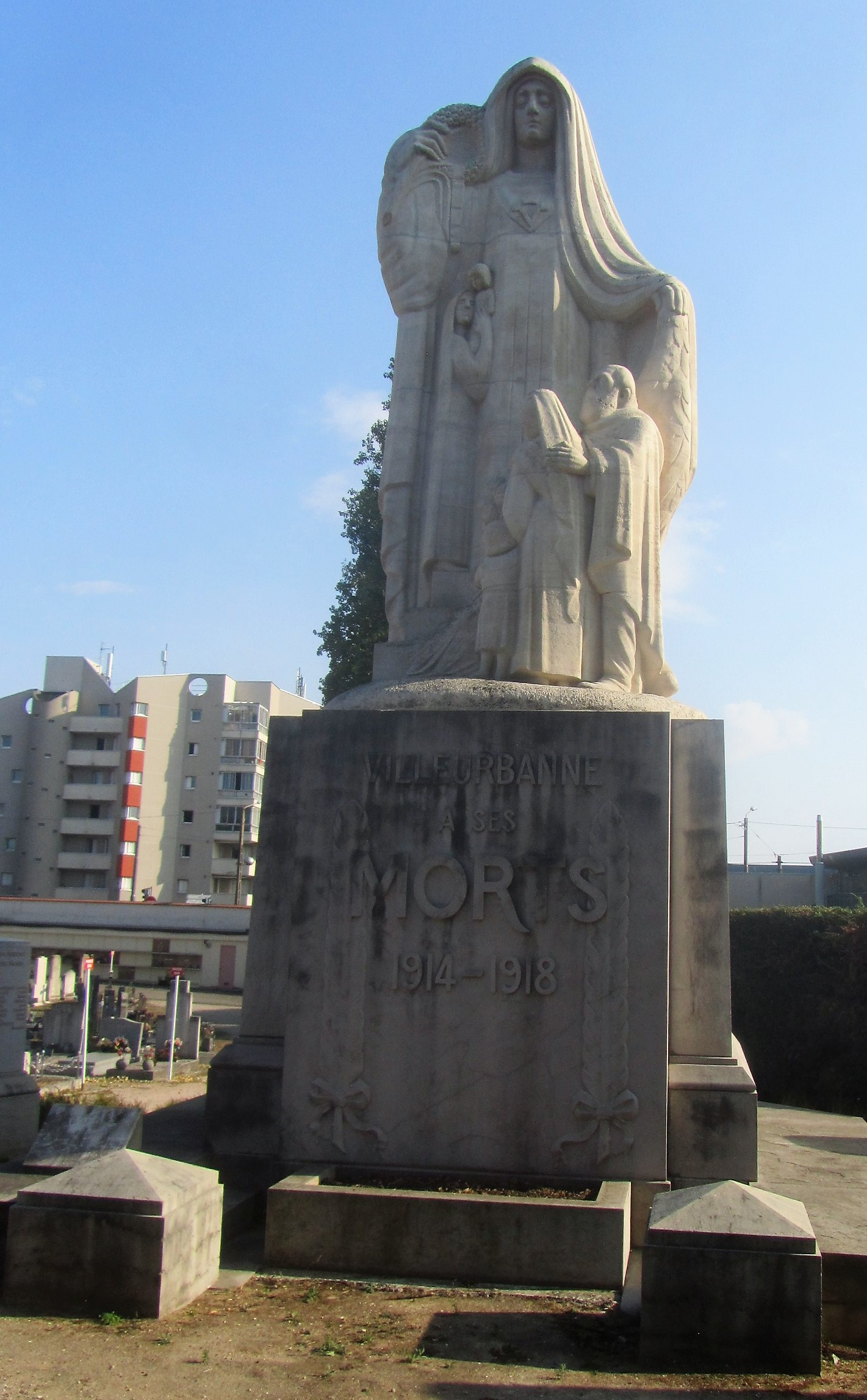
Monument aux morts de la guerre de 1914-18

Il faut donc se rendre dans l’ancien cimetière (01-P1) situé dans un des coins les plus discrets du territoire communal, au-delà du boulevard périphérique. La conception de ce monument aux morts a été confiée à l’architecte villeurbannais Jean-Louis Chorel (A4) qui s’était spécialisé dans ce genre. Si son inauguration a été faite par Lazare Goujon le 11 novembre 1925, celui-ci a respecté dans son discours les intentions pacifistes de l’équipe municipale communiste. En place du poilu casqué semblant provoquer héroïquement l’ennemi sont figurées sous le manteau d’une femme voilée - symbole de la France - des veuves éplorées en charge de leurs enfants orphelins. Sur le socle, la simple inscription : Villeurbanne à ses enfants 1914-18. Les noms des 1 713 victimes du conflit y figurent discrètement.

#### Le culte des précurseurs
À cette discrétion s’oppose la générosité dont la municipalité communiste a fait preuve pour souligner sa filiation avec un des épisodes les plus tragiques de l’histoire de la classe ouvrière française : la Commune de Paris (18 mars-27 mai 1871). Sont convoqués pour entretenir la flamme du souvenir de la terrible épreuve les noms de quatre figures de communards. Aucun de ceux-ci n’a été victime de la répression par le gouvernement versaillais d’Adolphe Thiers. En revanche, en survivant ils ont pu transmettre leur témoignage. Jules Vallès (I1) (1832-1885) s’était fait remarquer par son militantisme républicain dès l’âge de 16 ans. Il avait connu la prison sous le Second Empire. Élu membre de la Commune, son journal Le Cri du peuple était le plus lu. Il se réfugie en Angleterre jusqu’à son amnistie en 1880. Son roman L’insurgé paraîtra en 1886. Édouard Vaillant (C3-D4), (1840-1915) disciple de Blanqui (L2-L3), lui aussi membre de la Commune, réfugié comme Vallès en Angleterre jusqu’en 1880, sera conseiller municipal de Paris en 1884 avant d’en devenir député en 1893 et jusqu’à sa mort. De Jean-Baptiste Clément (C2-D2) (1837-1903) militant socialiste, journaliste et collaborateur du Cri du Peuple, la postérité a surtout retenu son chant "Le temps des cerises" cher aux Communards. Paul Lafargue (L1-L2) (1824-1911) disciple de Proudhon, habitait Londres où il avait épousé la fille de Karl Marx en 1868. Il avait participé aux combats des Communards. Retour d’exil, il devait être l’un des fondateurs du premier Parti ouvrier de France.
La municipalité communiste ne s’est pas contentée de ce rappel des grandes figures de la Commune mais s’est cherché des parrains dans une tradition multiséculaire. Par le Florentin Galilée (K4) (1564-1642) en conflit avec la papauté sur la rotation de la Terre elle justifiait son hostilité à la religion, opium du peuple. Elle se rattachait, par le philosophe Condorcet (B3), au siècle des Lumières et à la Révolution par Joseph Lakanal (1762-1845) (B3) qui consacra toute son énergie au développement de l’éducation. Elle battait le rappel des ancêtres fondateurs du mouvement socialiste avec Auguste Blanqui (L2-L3) (1805-1881) recordman de l’incarcération pour la défense de son idéal. Et quoi de plus naturel de s’annexer, l’année de son décès, le pacifique romancier Anatole France (J1-E5)(1844-1924) qui venait d’adhérer au parti communiste ?
Le tableau serait incomplet si on n’ajoutait la volonté de la municipalité communiste de se rattacher aux valeurs humanistes unanimement reconnues. Le XIXe siècle avait produit Louis Braille (K3-K4) (1809-1852) : Villeurbanne, qui abritait depuis la fin du XIXe siècle le grand établissement départemental consacré aux aveugles se devait d’honorer la mémoire de l’inventeur de l’alphabet imaginé à leur intention ! Et, tant qu’à faire, la reconnaissance de la ville a été étendue à Antonin Perrin (L3) (1850-1924) et au docteur Dolard (J2-J3) (1863-1919). Le premier en marge de ses fonctions d’industriel n’avait cessé de faire preuve de générosité par don de terrains à cette institution des aveugles dont il était aussi l’un des administrateurs. Quant au second il n’avait pas seulement mis son art au service des enfants de cet établissement villeurbannais mais avait aussi contribué à l’organisation administrative, au niveau régional, de cet enseignement spécialisé.

## Les socialistes à la mairie avec Lazare Goujon (1924-1935)
La période qui précède la Deuxième Guerre mondiale a été marquée par un effort exceptionnel de construction pour loger l’afflux de population ouvrière. Les autorités municipales ont eu de multiples occasions de traduire leurs préférences par le choix des noms de rues. La grande affaire est, bien évidemment, la construction des gratte-ciel par Lazare Goujon. Elle reste aujourd'hui encore un symbole de la politique d'urbanisme du pouvoir socialiste mais ne se traduira qu'avec retard dans l'odonymie.
Les socialistes tiennent d’abord à manifester leur attachement à la paix dont Aristide Briand (K2) apparaît à l’époque le meilleur défenseur au point d’être honoré en 1926 du prix Nobel. La situation centrale de son avenue depuis 1932 souligne son haut degré dans la hiérarchie des valeurs. Avant lui Frédéric Passy (K3) (1822-1912) avait reçu cette distinction qu’il avait partagé avec Henri Dunand, fondateur de la Croix Rouge. Était-il vraiment nécessaire de remonter la chaîne du temps jusqu’à la Régence de Louis XV ? Si le cardinal Dubois (B2) (1656-1723) avait bien négocié en 1717 un traité de Triple Alliance avec la Hollande et l’Angleterre ç’avait été dans un marché de dupes et le personnage était par ailleurs peu recommandable. Le franc-maçon Marcel Sembat (E2-E3) avait également appartenu à la génération de la Grande Guerre pendant laquelle il avait été en 1916 ministre des Travaux publics. Resté fidèle à l’idéal socialiste il avait eu le temps d’opter pour la SFIO avant son décès en 1922. En 1928, par le choix d’Arago (L4), qui avait acquis la célébrité tant par son œuvre scientifique que par ses engagements politiques lors de la fondation de la Deuxième République en 1848, les socialistes tenaient à souligner leur attachement à la famille républicaine. L’année suivante (1929) ils avaient revendiqué par le choix de Jules Guesde (N2-02) leurs racines syndicales à l’égal du parti communiste.
En règle générale, la municipalité a laissé la liberté aux propriétaires de proposer les noms de rues, d’où une grande variété de choix qui n'interdit pas d'honorer le patronat lyonnais. On ne s’étonnera pas si le nom de Camille Koechlin (L2-L3) désigne la rue de desserte des immeubles construits pour loger le personnel de la grande usine de teinture Gillet dans le quartier de la Perralière : c’est celui d’une grande famille d’industriels de la ville de Mulhouse spécialisée dans le textile et entretenant des liens étroits avec leur homologue lyonnais. Evidente également la relation entre le quartier de la Ferrandière et les familles Gillet (rue François Gillet (J3) et Édouard Aynard (K2-J3) dans le quartier de la Ferrandière) : c’est par leur association qu’était née la SA des logements économiques, première société soucieuse du logement social à la fin du XIXe siècle et ce sont eux qui ont acquis le foncier et lancé la construction du quartier sur un plan rayonnant autour de la place Marengo (J3) : c’est au retour de cette victoire sur les Autrichiens en 1800 que Bonaparte avait promis aux soyeux lyonnais de relancer leur activité par d’importantes commandes officielles !
Mais la perspective s’élargit et on sort du contexte purement local lorsqu’on passe en revue les nombreux lotissements en construction aux différents écarts du territoire communal. Soit le lotissement Jardins et Foyers dans le quartier des Buers. Il est né à l’initiative d’employés communaux organisés en coopérative et exploitant au mieux les dispositions législatives pour leurs emprunts. Ceux-ci ont choisi comme éponymes de leurs rues la collection complète des créateurs des lois sur la création des HBM (Habitations Bon Marché). Il suffira de les citer selon l’ordre chronologique de leurs interventions à la Chambre des Députés après toutefois avoir évoqué le lointain précurseur mulhousien Jean Zuber  (F3) : Georges Picot (F3), Emile Cheysson (F3) , Jules Siegfried (F3-F4), Paul Strauss F3) , Alexandre Ribot (F3). On en viendrait à s’étonner de l’absence de Louis Loucheur dans cette galerie mais sa fameuse loi est postérieure au lancement de l’opération !
Autre lotissement, autre sensibilité, patriotique celle-là, avec le lotissement du Domaine du Combattant dans le quartier de Cyprian à la fin des années 1920. Une fois rendu hommage à Pierre Bressat (N3) , propriétaire du terrain qui a facilité l’opération, la pensée des futurs propriétaires est allée aux héros tombés dans les secteurs de la Marne (03)  et de la Somme (03). Foch (N3), le généralissime placé en 1918 au commandement de l’ensemble des troupes alliées qu’il avait conduites à la victoire n’est pas oublié ! Les roses (rue des Roses) (02-03)  sont-elles là pour fleurir leurs tombes ? Le souvenir de l’effroyable boucherie devait longtemps hanter la mémoire de la population et sera transmis de génération en génération. 
Le ton est à l’opposé s’agissant des Cottages Bel Air ou lotissement de la Paix, le plus éloigné du centre dans l’angle en limite des communes de Bron et de Vaulx-en-Velin. La proximité du Domaine du Combattant souligne encore plus ce contraste. Les membres de la coopérative entendent bien affirmer leur hostilité à la municipalité socialiste et leur fidélité au parti communiste récemment évincé de la mairie. La brochette de noms retenus pour désigner les rues est impressionnante. Les propriétaires du lotissement sont soucieux de montrer l’inscription de leur courant de pensée dans une longue tradition de contestation. Ils saisissent l’occasion du décès de Séverine (02-P3) en 1932 à 77 ans. N’avait-elle pas pris le relais de Jules Vallès après sa mort en 1885 à la direction du Cri du Peuple, inspiré de la Commune de Paris et son adhésion au PCF en 1921 était une proclamation de sa foi pacifiste. La longue rue qui lui est dédiée a précisément son aboutissement place de la Paix (P3), principal carrefour du quartier avec le square de la Concorde. Un autre héros de la cause ne vient-il pas également de décéder à Menton en a personne de Vicente Blasco Ibáñez (03), ce révolutionnaire espagnol, journaliste, romancier exilé en France ? Mais, bien entendu, il s’agit principalement d’entretenir le souvenir très douloureux de ceux qui sont morts au combat dont Louis Pergaud, le célèbre romancier de la Guerre des Boutons, en 1915 à 33 ans, lui qui avait manifesté avec tant de vigueur ses sentiments socialistes, anticléricaux et antimilitaristes. Et comment ne pas manifester son indignation en évoquant la mémoire du capitaine Morange (03), fusillé en 1915 dans des conditions si contestables que la Ligue des Droits de l’Homme n’avait cessé de demander sa réhabilitation ? Le caporal Maupas, victime de la même injustice, n’avait-il pas été réhabilité en 1925 ? Une injustice toujours au cœur de l’actualité : Henri Legay (P2-P3) ce militant très actif de la CGTU venait de décéder à la suite des violences policières subies lors d’une manifestation pacifiste à Orléans en 1932 !

## La marque des communistes (1935-1946)

### Avant la Deuxième Guerre mondiale avec Camille Joly (1935-1939)

#### Les élections municipales de 1935: victoire communiste
Le 8 avril 1935, le maire Lazare Goujon propose une expérience : la création de quatre conseillères municipales privées lors d'un scrutin parallèle aux prochaines élections se tenant les 5 et 12 mai 1935. Cette initiative vise à soutenir les revendications en faveur de la reconnaissance du droit de vote des femmes, mais elle s'inscrit aussi dans une stratégie électorale. Trois listes distinctes sont présentées, avec pour chacune quatre femmes : la liste de l'Union française pour le suffrage des femmes (Marguerite Joly, Marcelle Lafont, Jeanne Guillet, Pierrette Bonneuil), la liste communiste (Suzanne Larche-Grandclément, Germaine Berlioz, Yvonne Chanu, Louise Durand) et la liste du Comité des intérêts communaux (Suzanne Monin, C. Michon-Morel, Guillon, Fluckiger). Comme pour les hommes, c'est la liste communiste qui remporte l'élection : les quatre conseillères privées sont élues avec près de 4 000 voix. Camille Joly est élu maire de Villeurbanne.
Les communistes vont être à la tête de la mairie pendant une brève parenthèse de quatre ans. Préférés au socialiste Goujon jugé trop oublieux des travailleurs les plus pauvres et dont l’opération Gratte-ciel n’avait pas encore prouvé son utilité, ils devaient être démis de leurs fonctions lorsqu’ils deviendraient suspects depuis la signature du pacte germano-soviétique de 1939. Ce pacte faisait peser sur la France la menace d’une agression allemande du fait de la promesse de non belligérance de l'URSS en cas de conflit. Pendant ces quatre années le rythme de la construction a très fortement ralenti et peu d’occasions ont été offertes d’enrichir la liste des noms de rue. Mais si les cas sont rares, les choix de la municipalité sont sans ambiguïté. Il s’agit de renouer avec l’équipe communiste à l’œuvre de 1922 à 1924.

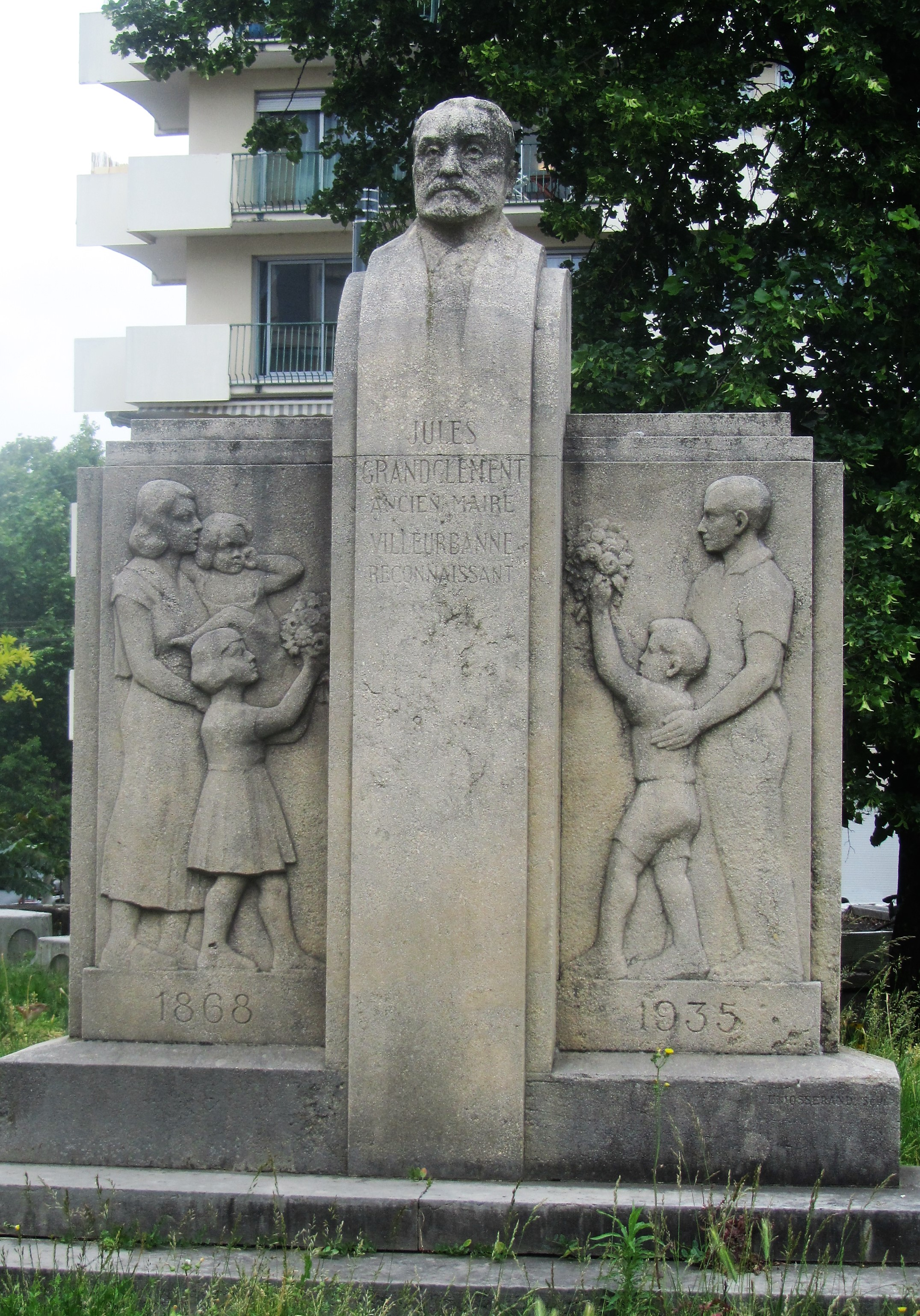
Monument en souvenir de Jules Grandclément

Quand décède en 1935 l’ancien maire communiste Jules Grandclément (L3), la municipalité socialiste encore en exercice avait décidé de donner son nom à la rue de l’Ancienne Mairie, actuellement Francis Chirat. L'équipe communiste qui lui succède cette même année s’est fait un devoir dès son installation de choisir un emplacement plus digne du personnage en lui attribuant la place voisine, grand carrefour urbain. Soucieuse par ailleurs d’inscrire son action dans une très vieille tradition, elle s’est trouvé un ancêtre dans Benoît-Michel Decomberousse (P1). Il était né en 1754 à Villeurbanne où son père, notaire viennois, avait ouvert une étude. Alternant les responsabilités professionnelles dans le domaine judiciaire et les activités politiques au niveau local puis national, il avait été président du Conseil des Anciens sous le Directoire et s’était montré proche du peuple. Le nom de Louise Michel  (1830-1905) (F3), la vierge rouge de la Commune, parlait encore très éloquemment à tous les Français sans qu’il soit nécessaire de rappeler ses titres éclatants à la mémoire des Villeurbannais. En lui donnant une rue dans le lotissement Jardins et Foyers, la municipalité partait à la reconquête de ce quartier des Buers un peu trop conformiste. En revanche la rue de l’Internationale, la Troisième évidemment, qui y a été ouverte a été débaptisée par Vichy en 1940 : son nom avait été troqué contre celui de rue de la Jeunesse (G4). Ce mot a été jugé suffisamment neutre et a été pérennisé jusqu’à nos jours. Dans le même quartier, on a donné le nom d’une rue à Daniel Llacer (E3 dans l'angle rue René/rue Octavie), ouvrier du textile d’origine espagnole, communiste assassiné alors qu’il poursuivait un extrémiste de droite qui venait de jeter une bombe au sein d’une fête organisée par les jeunesses communistes. Alexis Perroncel (C3-D3), conseiller municipal dès 1900 du temps de Frédéric Faÿs, avait pris part à l’expérience communiste entre 1922 et 1924. Pour finir, en donnant à l’artère centrale du quartier des Gratte-Ciel le nom de Henri Barbusse (K1) l’équipe communiste complétait sa revanche de manière éclatante sur la municipalité Goujon qui voulait tirer de cette opération un prestige international. La France entière avait dévoré son roman Le feu, terrifiant témoignage des horreurs de la Grande Guerre. Comme journaliste, il avait manifesté un engagement total contre le capitalisme fauteur des guerres. Il venait de décéder en 1935 au cœur de Moscou à l’hôpital du Kremlin.

### Après la Libération de Villeurbanne avec Georges Lévy (1944-1947)

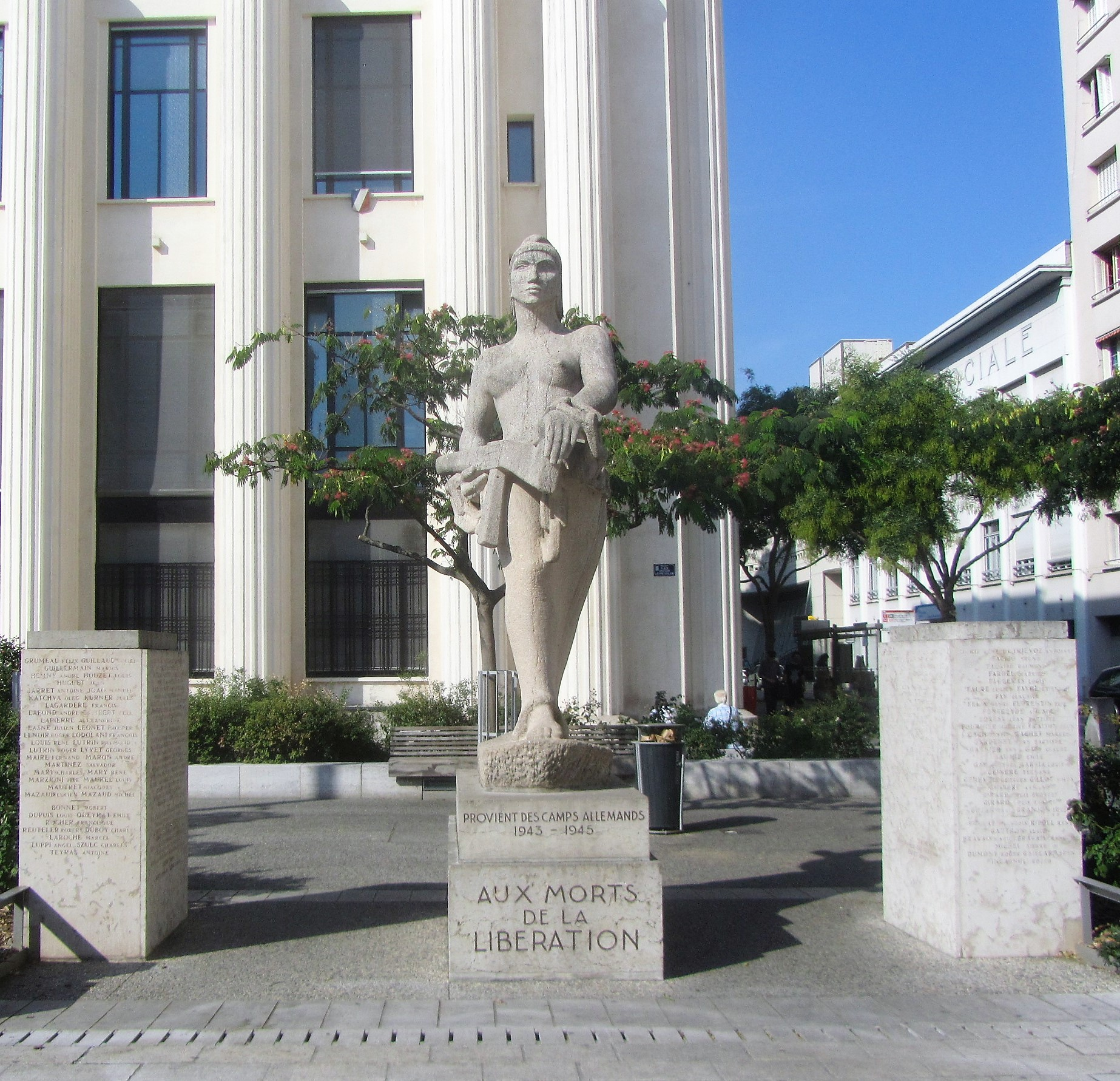
Monument aux morts 1943-45.

Le conseil municipal communiste expulsé de la mairie en 1939 est réinstallé le 5 octobre 1944, cinq ans exactement plus tard, compte tenu du revirement du parti en 1941 après l’agression hitlérienne contre l’URSS mais surtout du fait de sa large participation à la Résistance. Fort de sa victoire aux élections d’avril 1945, Il restera à la tête de la commune pendant trois ans avec Georges Lévy, jusqu’aux élections d’octobre 1947 où il se retrouvera dans l’opposition face à la coalition des socialistes, des radicaux et du M.R.P. Une de ses premières décisions a été de commander le monument aux 247 morts de toutes les victimes villeurbannaises de la guerre. Il a été inauguré en 1946. Il avait bien sa place au cœur de la cité.
À cet hommage collectif, il convenait d'ajouter le souvenir de trois morts tragiques déjà anciennes. Le militant communiste Louis Goux (M1) élu sous la mandature de Joly, avait préféré abandonner sa charge de conseiller municipal pour s’engager dans les Brigades internationales aux côtés des Républicains espagnols. Il était mort à Madrid en 1936. Louis Becker (J2-K2) était connu avant la guerre pour ses engagements politiques et syndicaux. Mobilisé dans l’armée de l’air, il se trouvait sur la base aérienne de Bron lors de l’attaque aérienne allemande d’avril 1940 et avait été victime d’une bombe. Marx Dormoy ((M3  un parc) était une personnalité bien connue du monde politique sous la Troisième République. Cet ancien maire de Montluçon avait été sous-secrétaire d’État pendant le Front populaire aux côtés de Blum. Suspect à ce seul titre au régime de Pétain et incarcéré il avait été victime lui aussi d’une bombe placée sous son lit dans son lieu de détention en 1941.
La liste était longue des héros de la Résistance dans laquelle les communistes s’étaient portés aux premiers rangs. Il s’agit pour la plupart de personnes de modestes origines. Louis Adam (J1) , un artisan aveugle dénoncé comme diffuseur de tracts avait été arrêté et fusillé dans la Dombes à Saint-Didier-de-Formans. Sa femme ne devait pas revenir de la déportation. Max Barel, polytechnicien communiste, avait mis ses compétences au service de la Résistance dans la fabrication des grenades explosives et dans l’art du sabotage. Il succombera sous les tortures dans les geôles lyonnaises. Gervais Bussière (B3-B4), artisan métallurgiste dans le quartier des Charpennes, conseiller municipal dans l’équipe du maire Joly, avait commencé à transformer son atelier en arsenal pour les Républicains espagnols. Arrêté par la Gestapo et déporté, il n’est pas revenu d’Allemagne. Avec les Chamboeuf (G4) nous avons affaire à un couple de pâtissiers de Cusset devenu expert en logistique dans le parachutage, le transport d’armes et le sabotage. Dénoncés, ils ne reviendront pas non plus de déportation.
Soit encore Louis Ducroize (1894-1944) (M2) , simple manutentionnaire de la Poste. Il aurait été complice des maquisards qui, lors d’une brève incursion en ville, avaient tondu des femmes prodigues de leurs charmes aux soldats allemands. Dénoncé lui aussi aux Allemands sur ce simple soupçon et gravement molesté, il mourra à l’hôpital de Grange Blanche. Avec Antoine Dutriévoz  (A4) , nous faisons connaissance avec un mécanicien chez Berliet ; il avait gravi tous les échelons dans les responsabilités du parti jusqu’à intégrer l’équipe municipale du maire Joly qui l’avait chargé des œuvres sociales. Arrêté par Vichy comme organisateur du parti communiste dans la clandestinité il avait été maintenu en captivité jusqu’en 1944 et livré aux Allemands. Son parcours de déporté avant son exécution est passé par Dachau. Paul Gojon (G4) est sans conteste le plus jeune de tous ces héros. Engagé à 21 ans dans un groupe de résistants, il prend en chasse des Allemands dans la Dombes. Blessé au combat à Villars-les-Dombes, il décédera à l’hôpital de Châtillon-sur-Chalaronne le 9 juin 1944. Jules Kumer (M1), lui, est une des victimes de la rafle du 1er mars 1943 dans le quartier de la Perralière (M1). Mais il n’ira pas plus loin que Compiègne où il est mort dans le fameux centre de transit. Roger Lenoir (E5) avait fait carrière comme pilote dans l’aviation avant de s’établir comme entrepreneur en broderie rue Descartes. Dénoncé comme résistant, il sera fusillé à la Doua quelques jours avant la Libération de la ville 24 août 1944.
Des catholiques lyonnais, sinon leur hiérarchie, avaient pris très tôt rang parmi les résistants dans le mouvement Témoignage chrétien. Francis Chirat (L4) (1916-1944) en est le plus bel exemple. Cet ancien employé de banque manifeste au service de la Résistance le même zèle qu’il avait déployé pour la Jeunesse ouvrière chrétienne et la CFTC avant la guerre. Après son arrestation, Il sera tiré de la prison Montluc et fusillé sur la place Bellecour en représailles d’un attentat. Dauphinois par sa naissance, le chanoine Boursier (K1) qui avait fait construire l’église Sainte-Thérèse pour les fidèles des Gratte-Ciel, avait, en opposition avec sa hiérarchie, refusé le jeu de la collaboration et pris parti pour la Résistance, (hébergements clandestins, camouflage de matériel, diffusion de la presse). Il sera au nombre des 120 victimes de la tuerie de Saint-Genis-Laval ! Le docteur Jean Damidot (L3) était-il un authentique membre de la Résistance ? Tout au plus mettait-il son art à son service. Il devait tomber sous la mitraille d’une patrouille allemande en plein Villeurbanne malgré le brassard de la Croix rouge, au retour d’une tournée de routine.
Le parti communiste se devait enfin de marquer à sa manière la victoire contre le nazisme : il a donc débaptisé le boulevard Pommerol devenu boulevard de Stalingrad (A1-A4) en hommage à l’armée soviétique. Il sera rebaptisé boulevard de la bataille de Stalingrad.

## Les trente années de Gagnaire (1947-1977)

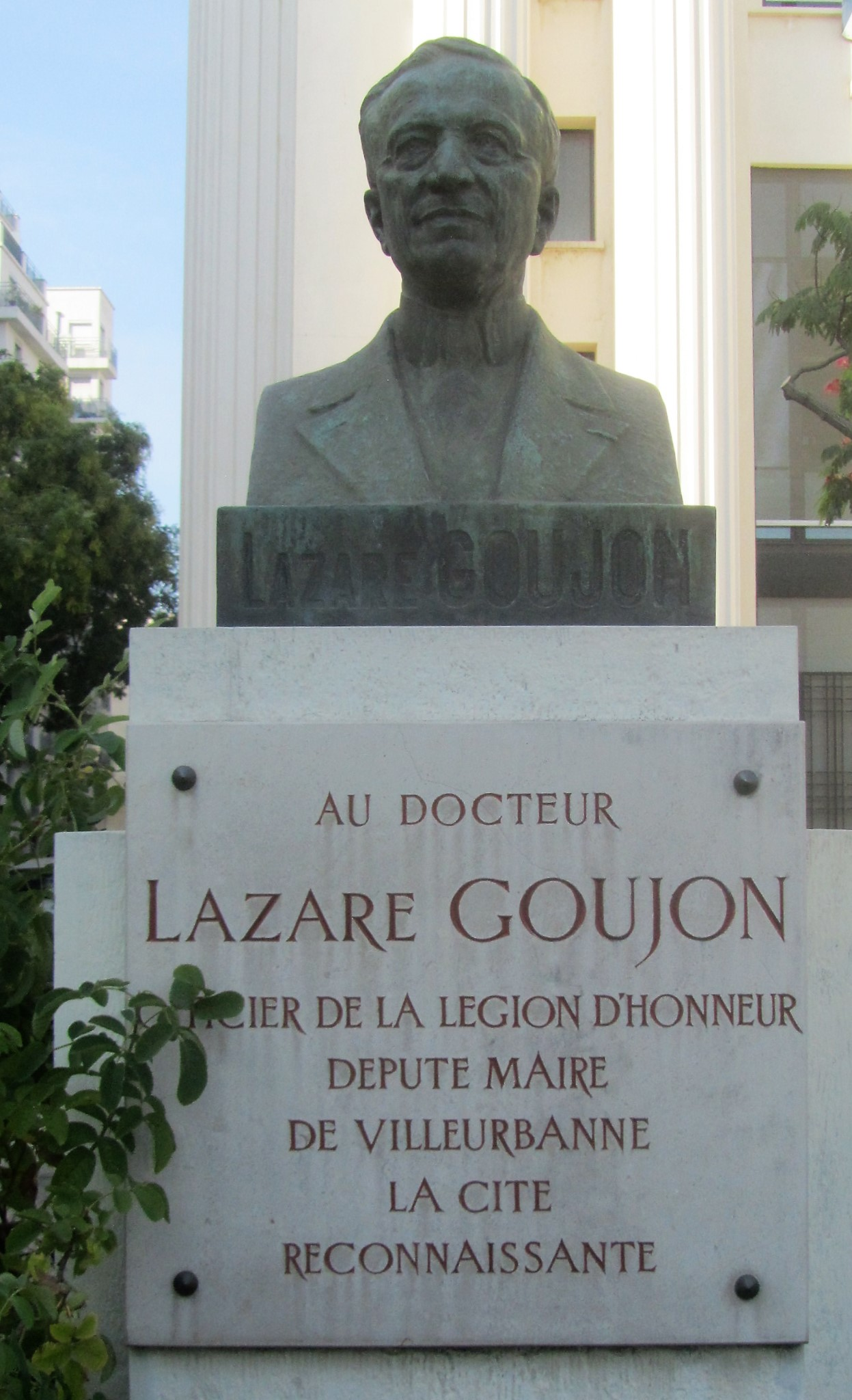
Buste de Lazare Goujon.

Les années Gagnaire commencent en réalité avec la victoire sur les communistes aux élections municipales de 1947 car Lazare Goujon de retour à la mairie en fait son adjoint. Élu maire en 1954, il devait présider pendant 23 ans aux destinées de la commune. Vu ses prises de position passées, on ne pouvait qu’attendre de lui une inflexion politique dans le sens de l’orthodoxie socialiste. Il s’agit d’abord d’honorer les grandes figures du parti en leur attribuant des artères majeures. Le premier sera Léon Blum (M1-P1), incarnation du Front populaire qui venait de décéder en 1952. Le tour viendra en 1966 pour Lazare Goujon (K2) mort en 1960 : il sera honoré de la place centrale des Gratte-Ciel, comme il se doit. Il avait été précédé par Roger Salengro (B4-A2) ministre de l’intérieur de Léon Blum dont le nom restait attaché aux fameux accords de Matignon. Il n’avait pas résisté à des accusations calomnieuses qui mettaient en cause son honneur de soldat et son suicide ajoutait une note tragique à cette célébration. La gloire du parti socialiste était aussi liée à l’engagement syndical de ses adhérents ou sympathisants. Proudhon (F4) pouvait être considéré comme leur ancêtre plus proche de leur esprit réformiste que Blanqui déjà distingué par les communistes en 1924. Marc Sangnier (J2-J3) avait représenté la mouvance chrétienne d’avant-garde et c’est de sa pensée que s’était nourrie la CFTC (Confédération Française des Travailleurs Chrétiens). Il avait d’ailleurs apporté son soutien au Front populaire. Le nom de Léon Jouhaux (K2 rue du Nord) sera donné à un groupe scolaire. Il n’avait pas seulement été le plus éminent représentant de la voie syndicale réformiste depuis les origines en rivalité constante avec la ligne révolutionnaire de la CGT. Mais il avait acquis un prestige international qui lui avait valu le prix Nobel de la Paix en 1951.
Les socialistes tiennent toujours à afficher leur patriotisme et en entretiennent la flamme par l’évocation des combats de la Grande Guerre. Lorsque l’hippodrome fermera pour être transféré à Bron-Parilly, l’opportunité sera saisie de rebaptiser en 1965 son avenue en boulevard du 11-novembre 1918 (A3-C3). Trois ans plus tard, les travaux entrepris dans le quartier Saint-Jean sont l’occasion d’ouvrir de nouvelles voies. L’une d’elles recevra le nom de Verdun (F1). Pouvait-on aller plus loin dans l’évocation des horreurs de la Grande Guerre si ce n’est en rajoutant à proximité le nom du fort de Douaumont (G2) ? Les socialistes ont aussi leurs héros de la Résistance. Le nom de Pierre Brossolette (C4) sera attribué au premier lycée d’enseignement secondaire de la commune inauguré en 1964. Il avait comme Jean Moulin assuré la liaison entre la France libre de Londres et le territoire national et une fois tombé entre les mains de la Gestapo, il leur avait échappé en se défenestrant d’un cinquième étage de l’avenue Foch à Paris le 23 mars 1944. Le 1er mars 1943 (L1-L3) les Allemands avaient procédé à une rafle pour punir les Villeurbannais trop nombreux à se soustraire au STO. Les chiffres sont éloquents : 300 arrestations, 180 transferts en wagons plombés au camp de transit de Compiègne, déportations à Mauthausen. Des 63 rescapés rentrés en France 15 décéderont dans les quatre mois suivants. La partie sud de la rue Flachet rappelle cette funeste date,. Raoul Durand (L1) est une des victimes du camp de Mauthausen. Gérard Maire (1921-1944) a tout juste 20 ans quand il s’engage dans l’Armée Secrète puis rejoint les Groupes Francs jusqu’à son arrestation en février 1944. Il sera arraché à la prison de Montluc pour être fusillé. Félix Lebossé (K1 square angle rues Racine/Anatole France) (1878-1971) avait été un modèle d’attachement aux valeurs républicaines dans le milieu enseignant. Libre penseur, laïque, suspecté de complicité avec les Résistants il devait connaître la prison avant son transfert à Compiègne où il est libéré le 24 août 1944. Alfred Brinon (1881-1962) adhérent de la première heure à la SFIO, conseiller municipal depuis 1929, avait pendant l’Occupation hébergé Emmanuel d’Astier de la Vigerie et appuyé l’action du chanoine Boursier. Il se soustraira à la traque de l’ennemi et retrouvera sa place au conseil municipal.
La municipalité de Villeurbanne aura attendu le vingtième anniversaire du 8 mai 1945 (E2-F5) pour rappeler avec quel immense soulagement le monde entier a accueilli la fin des hostilités avec l’Allemagne. Du moins a-t-elle fait bonne mesure en lui attribuant une longue rue embrochant les quartiers populaires voisins du périphérique. Elle avait célébré en 1953 en Clemenceau (D3 entre rues des Fontanières et des Bienvenus) le père de la victoire de la Grande Guerre ! Elle avait été plus rapide à reconnaître dès 1949 la valeur exceptionnelle du général Leclerc (M2), le plus célèbre des artisans de la Libération de la France à la tête de la deuxième DB. Il est vrai que sa mort accidentelle en 1947 à 45 ans avait frappé douloureusement les esprits. Un même sentiment de compassion a sans doute inspiré le choix pour une rue en 1955 du nom du commandant Jean L'Herminier (D4) qui avait été amputé de ses deux jambes lors des combats de libération de la Corse et était mort à peine plus âgé que Leclerc (51 ans).

## De 1977 à nos jours
Deux remarques préalables s’imposent. Sur le plan politique, en réaction contre l’orientation droitière de l’équipe précédente, la municipalité dirigée par Charles Hernu à partir des élections de mars 1977 fait totalement sienne la ligne d’union de la gauche définie au niveau national par le parti socialiste. Pour la première fois, socialistes et communistes vont donc collaborer au sein d’une même équipe. Cette orientation, poursuivie sous les mandatures de Gillbert Chabroux puis de Jean-Paul Bret, sera facilitée par l’effacement progressif d'un parti communiste réduit au second rôle qui devra se contenter de quelques gages. Sur le plan urbanistique, faute de création de nouvelles voies, pour imprimer leur marque les élus imagineront de plus en plus d'insérer dans le tissu urbain préexistant des places, squares, parcs ou profiteront de l'ouverture de nouveaux établissements comme les crèches ou écoles. Exceptionnellement, ils seront amenés à supprimer certains noms. Cette pratique n'était pas nouvelle. Déjà en 1923 la rue Dognin avait fait les frais d'un changement au profit d’Hippolyte Kahn (J1-J2) . Cette usine avait pourtant été un des fleurons de l’industrie textile par ses fabrications de tulle, dentelles et broderies, employant plus de mille ouvrières ! Dans le secteur de Croix-Luizet l’usine de schappe Villard avait si bien prospéré que la rue de desserte en avait pris le nom de Filature (D3)                                                      jusqu’à sa transformation partielle en 1960 en rue du Pérou (C3). Le souvenir de l'industrie textile a continué à se perdre quand, en 1984, dans le quartier de Cusset ont été débaptisées, afin d’honorer la mémoire de Victor Basch, les rues Olivier de Serres (1539-161), le célèbre Ardéchois grand propagandiste de la sériciculture ainsi que la rue Thimonnier, natif de l’Arbresle, non moins célèbre inventeur de la machine à coudre. On peut s'étonner que la rue des Mûriers (K3) ait été conservée en témoignage de l’importance de l’élevage du ver à soie pour des livraisons de cocons aux filatures de la région.

### La vie des partis

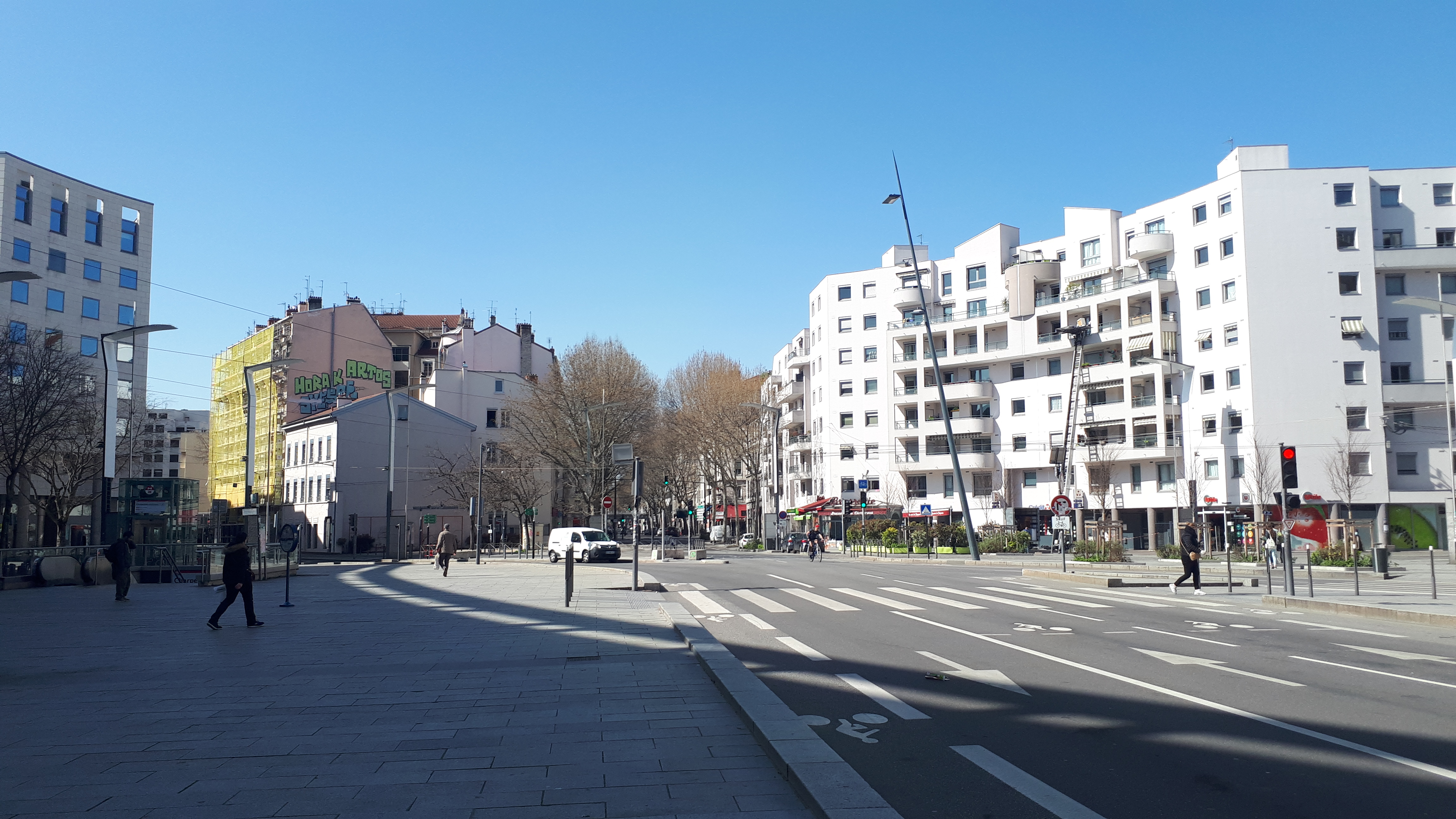
Place Charles Hernu

La municipalité se doit d’honorer ses anciens maires. Le nom d'Étienne Gagnaire sera donné au Centre nautique dont il avait été le créateur. Charles Hernu (A4) sera honoré dès l’année même de son décès en 1990 d’une place majestueusement redimensionnée afin de souligner l’entrée dans la commune. Dans le respect de l’alliance entre les deux partis de gauche, Georges Lévy (D4 place au croisement E. Zola/A. France), le maire communiste de 1944 à 1947 méritait d’avoir son square sur le cours Emile-Zola en position assez centrale. Ce fut fait dès 1978. Quant à Camille Joly (K4 place à la jonction Jean-Jaurès/Arago), le maire de l’Avant- guerre il attendra 1993 pour avoir sa place sur le cours Jean-Jaurès. Mais il faut élargir le cercle des personnalités politiques amies ! Celle du radical-socialiste Pierre Mendès France (K2) rallie tous les suffrages. Lui aussi aura droit à une place l’année même de son décès (1982). André Philip (A4) est une autre gloire du socialisme. À partir de son ancrage local comme député, il avait acquis une stature nationale par ses postes ministériels et même européenne à la tête du Mouvement démocratique des États-Unis d’Europe. Le socialiste André Boulloche (B4 une piscine), enfin, avait acquis par son passé de résistant et de déporté, avant d’endosser la charge de ministre de l’Éducation nationale, des titres éminents à la reconnaissance du pays : une piscine en centre-ville perpétuera sa mémoire. De leur côté, les communistes feront valoir les grandes responsabilités assumées entre les deux guerres dans la direction de leur parti et la rédaction de leur organe de presse l’Humanité par le parisien Paul Vaillant-Couturier. Un parc portera son nom (M2). Le consensus s’est réalisé pour ajouter à cette liste des notoriétés le chancelier Willy Brandt (P1), chef de la social-démocratie en Allemagne (1913-1992), prix Nobel de la paix 1971.

### Encore la Commune de Paris
On ne se lassera jamais d’évoquer l’héroïsme des combattants de la Commune de Paris. On trouvera encore une rue pour Eugène Pottier (F1-G1) disciple de Proudhon, engagé dans les luttes ouvrières de la capitale dès l’âge de 14 ans. La célébrité lui était venue moins de son rôle de leader lors des journées sanglantes du printemps 1871 que de la création de l’Internationale, devenue l’hymne des travailleurs du monde entier. Il devait échapper à l’exécution par son lointain exil aux États-Unis. Louis Rossel (B3, sur l'avenue Galline) a été honoré d'un simple passage. Ce polytechnicien avait rallié le camp des Communards et avait joué un rôle de chef d’état-major des insurgés. Le conseil de guerre le condamna à mort et Thiers a refusé de le gracier. La proximité de la rue Jean-Baptiste Clément a sans doute inspiré les conseillers municipaux lorsqu'ils ont choisi de dénommer le parc voisin Temps des cerises (D2 accès par la rue Prisca). Quant au Parc de la Commune de Paris, (G5) c'est le plus grand espace vert de Villeurbanne après, bien entendu, le bois de la Feyssine. Ses 25 000 m2 ont été achetés par la mairie de 1966 à 1978. Le mur d’escalade érigé à l’intérieur en 1990 porte le nom d’Eugène Varlin (G5), autre figure de valeureux communard fusillé à Montmartre malgré son rôle de modérateur.

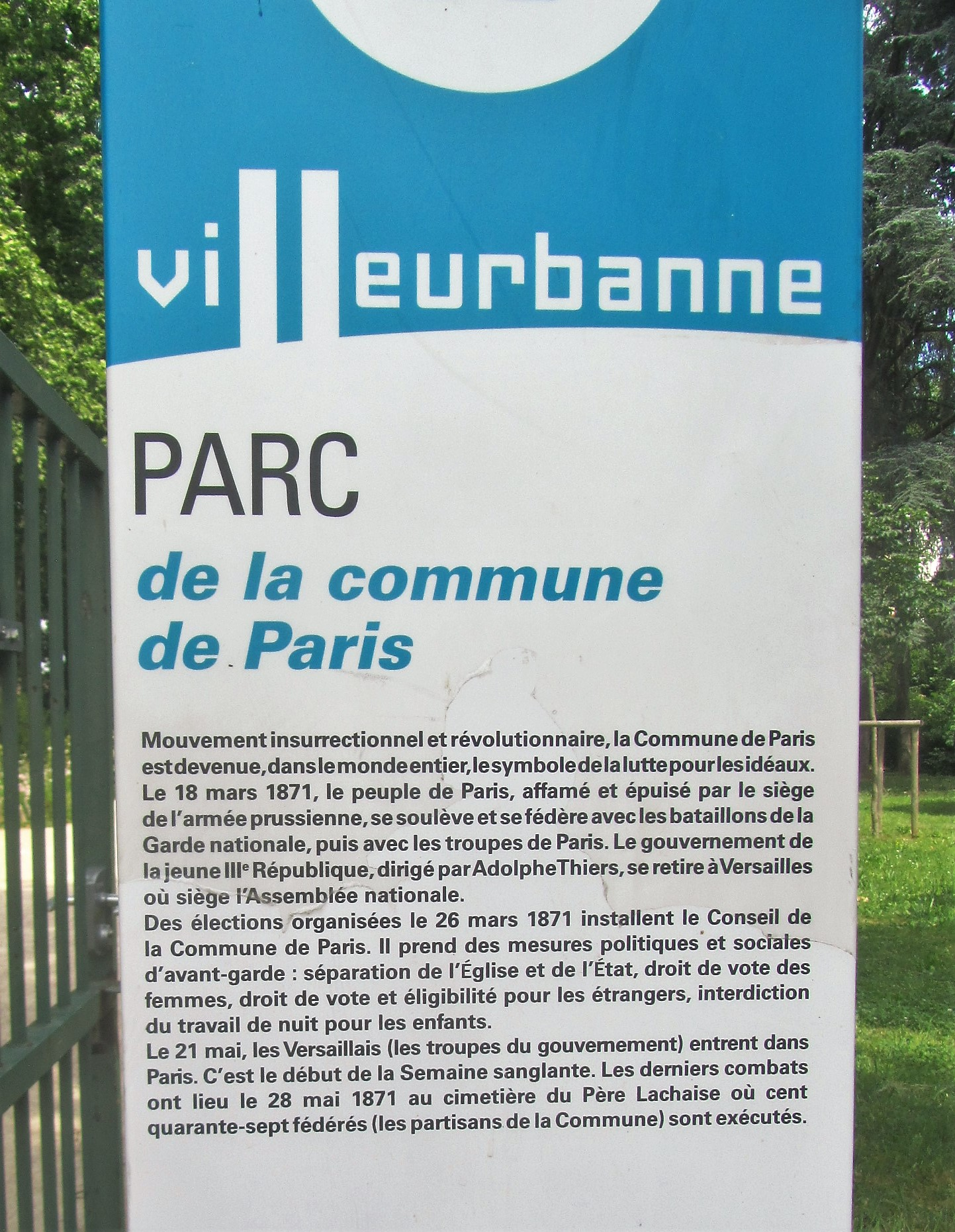
Panneau d'inauguration du Parc de la Commune de Paris.
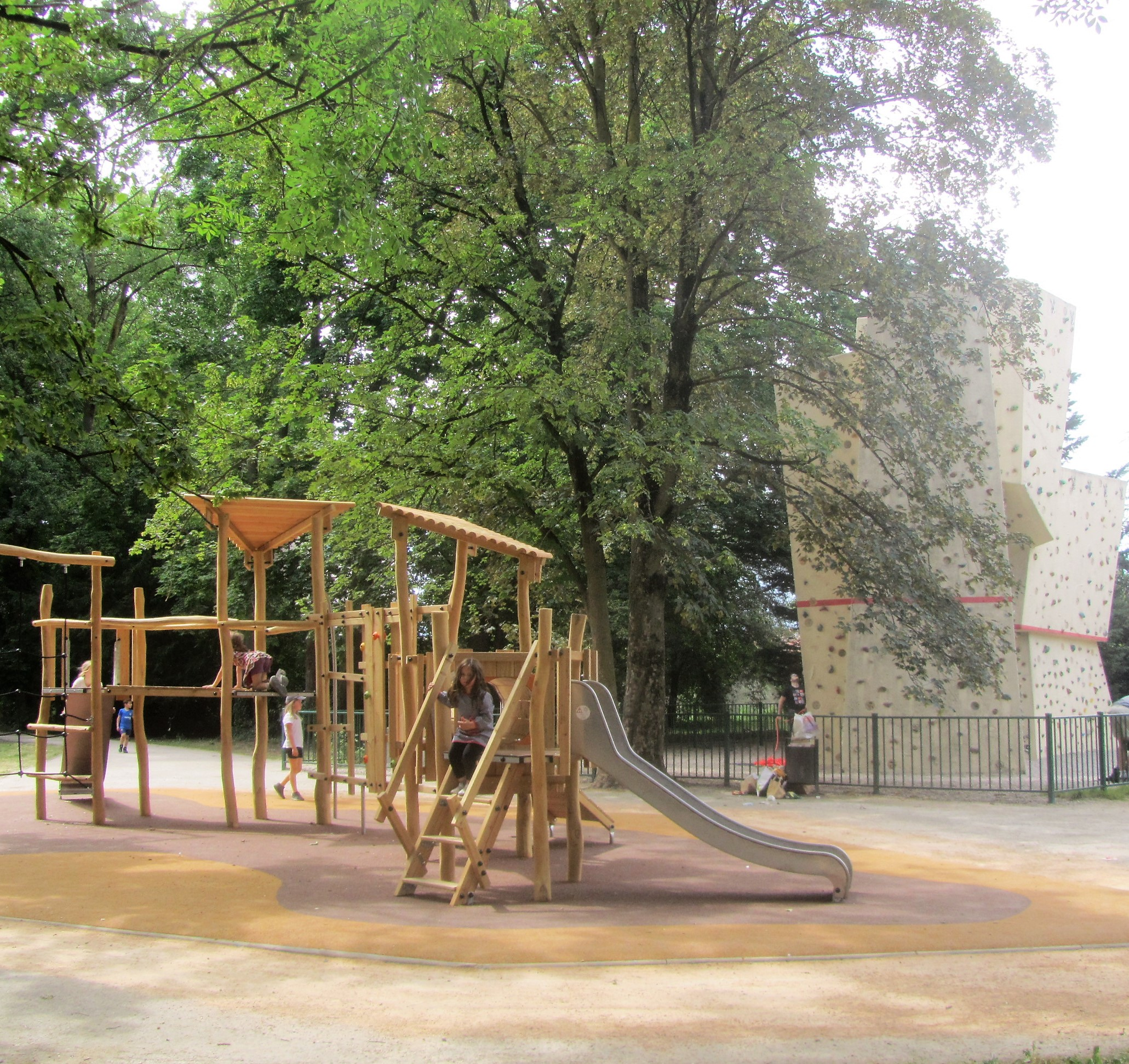
Aire de jeux du parc Commune de Paris.
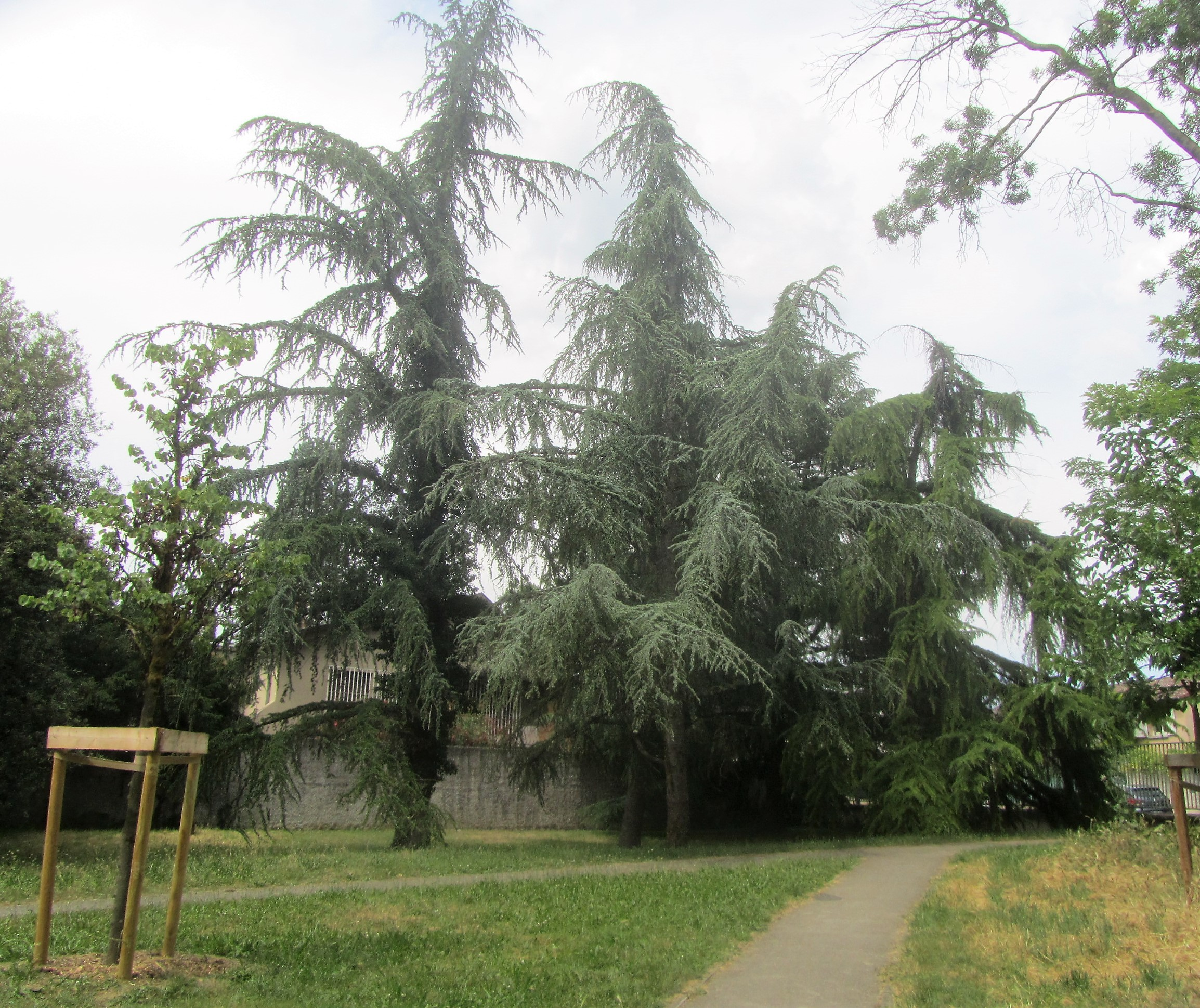
Grands arbres dans le parc Commune de Paris.
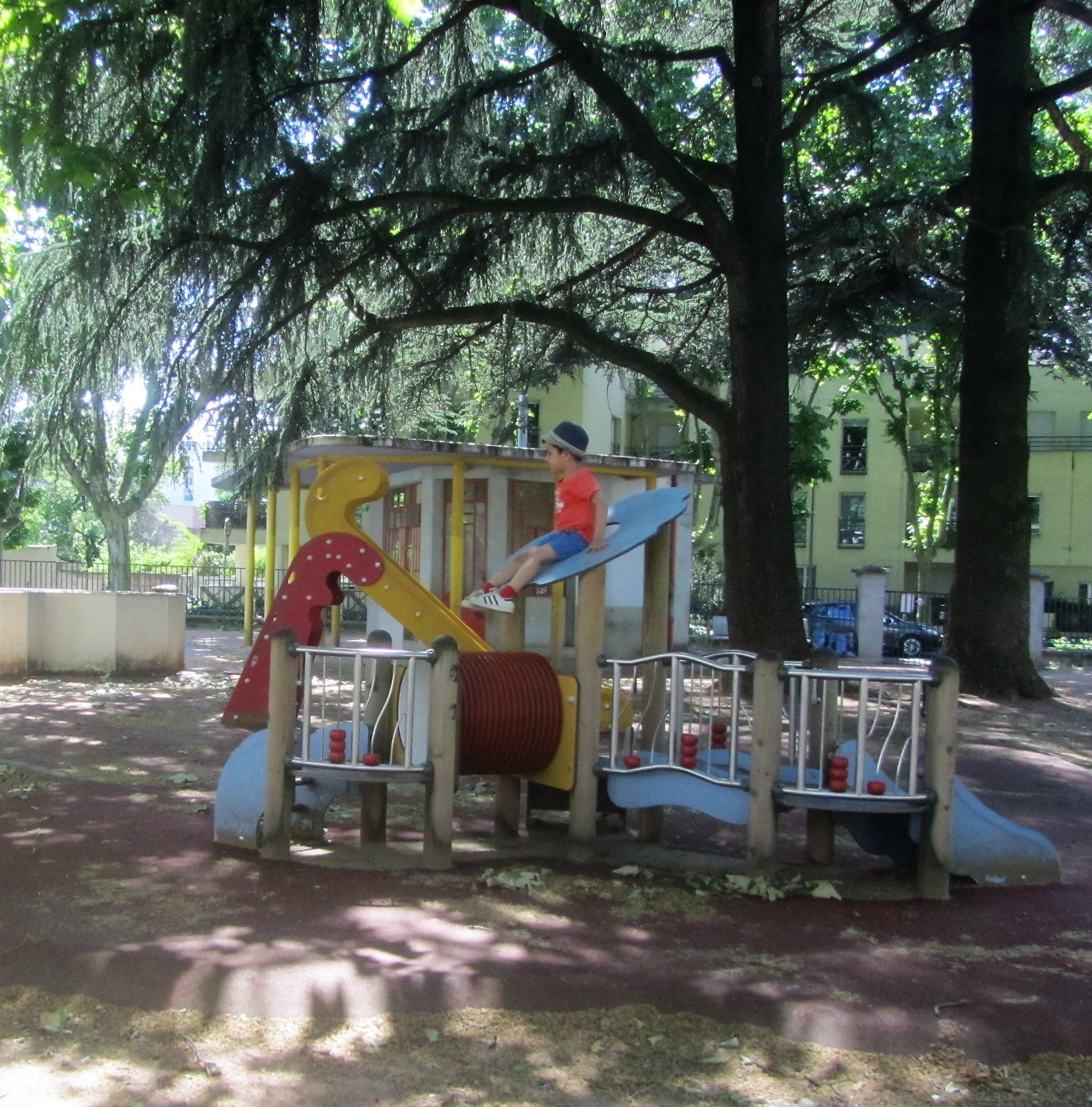
Aire de jeux du parc Commune de Paris.
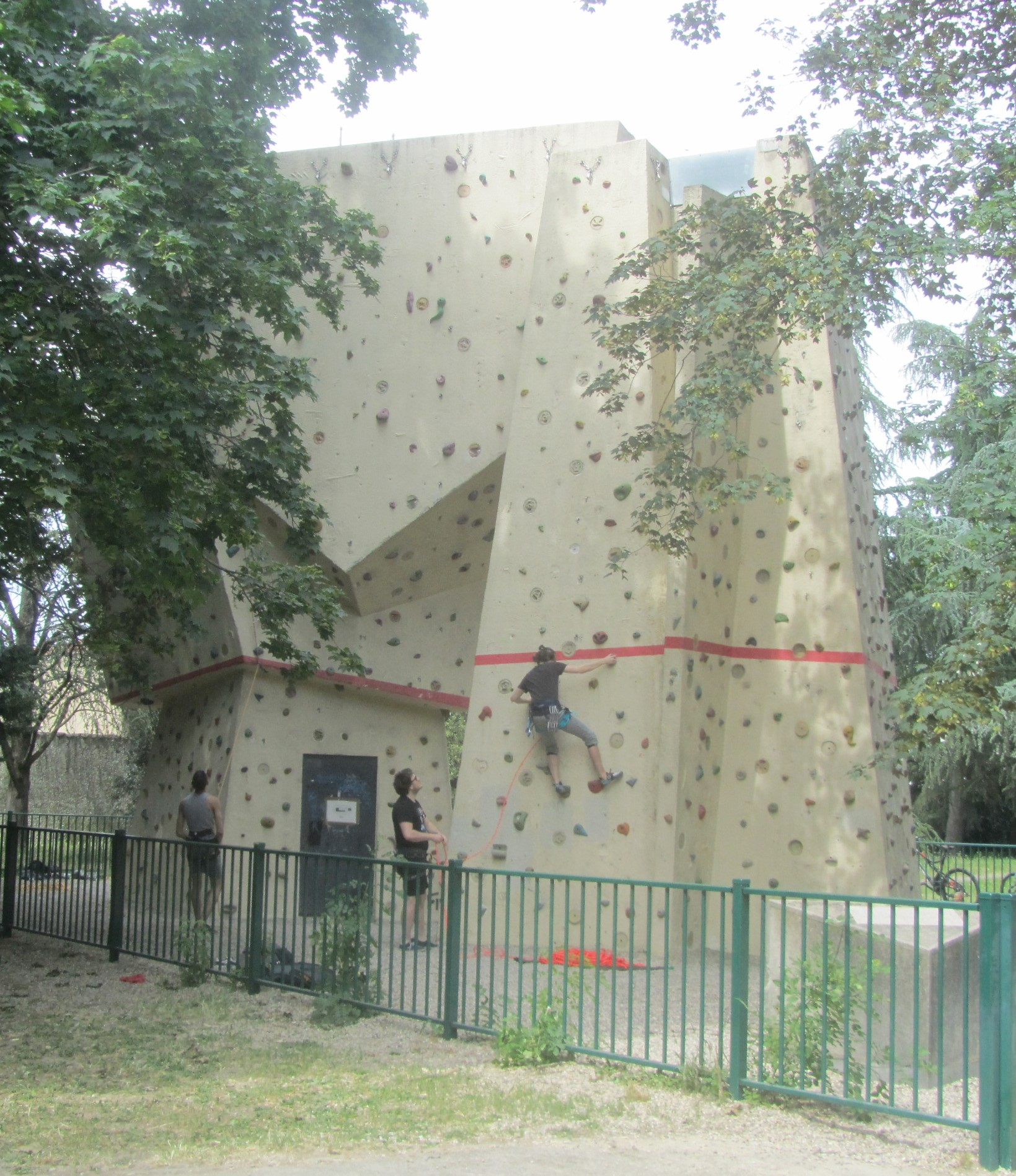
Mur d'escalade du parc Commune de Paris.

### Et toujours les Résistants

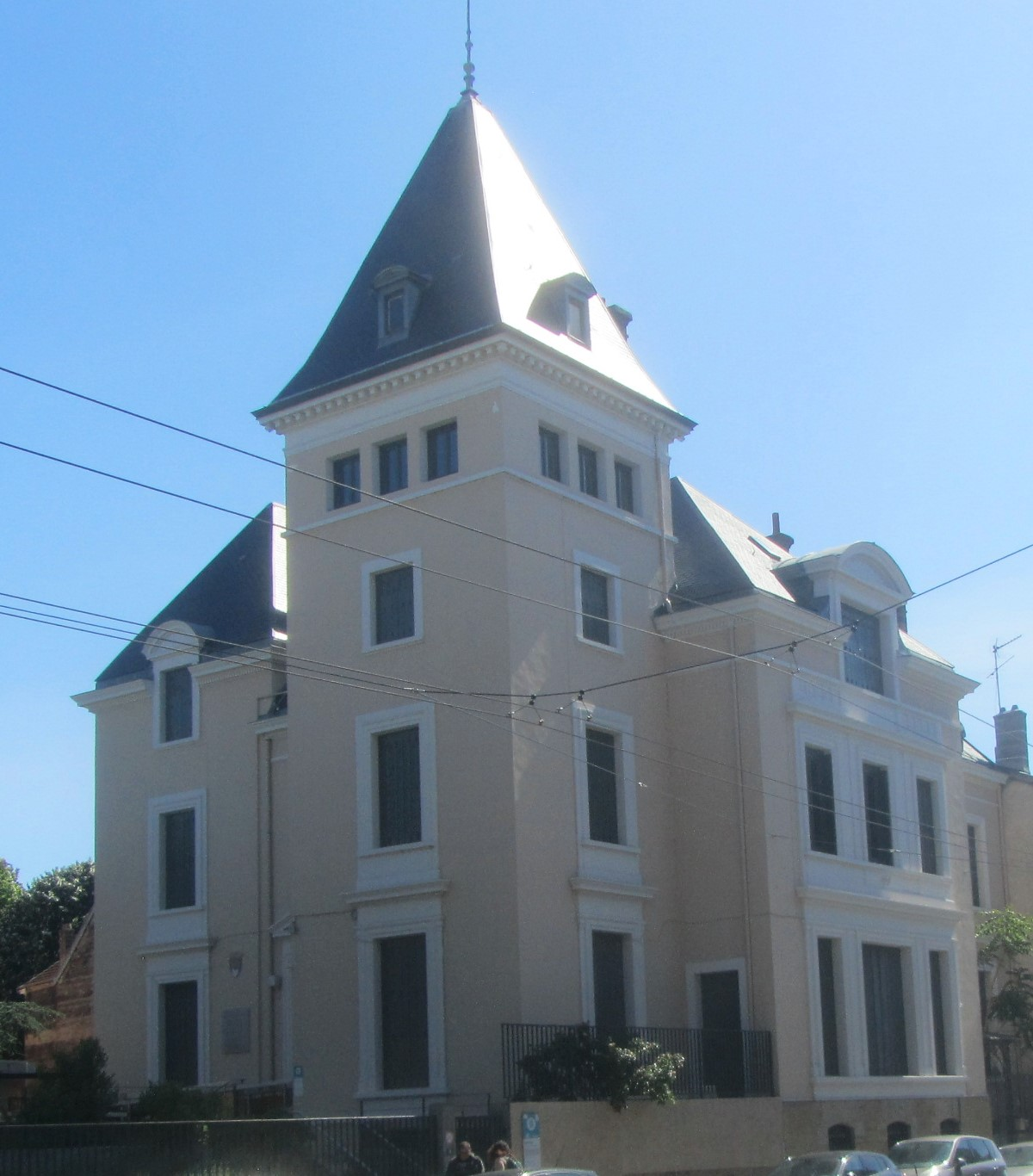
Maison où vécut Bertie Albrecht

Maire de Villeurbanne pendant 13 ans (1977-1990), un temps ministre de la défense nationale (1981-1985), par tempérament Charles Hernu a attaché une grande importance à raviver le souvenir des années de la Résistance. Compte tenu du grand nombre de ces actions mémorielles on ne s’attardera pas sur le choix de dénominations à caractère générale comme square des Déportés ou le square de la France-Libre (E5) ou sur les personnalités de stature nationale. La tragique série en avait commencé avec le communiste Gabriel Péri (A4-B4), fusillé au Mont-Valérien en 1941 mais c’est en 1944 qu’avait été atteint le paroxysme de la répression avec les exécutions du célèbre historien Marc Bloch, de Victor Basch (M1) l’ardent zélateur de la Ligue des droits de l’homme et de la féministe Berty Albrecht. Seul avait échappé à l’exécution le militaire Henri Fresnay (1905-1988) (D4 - un square) qui avait assuré les liaisons avec Londres et devait devenir le commissaire aux déportés après la Libération.
La liste est plus longue des résistants du cru dont la mémoire risquerait davantage de tomber dans l’oubli sans une attention particulière du conseil municipal de Villeurbanne. En l’absence de l’ouverture de nouvelles voies de communication seule une femme a donné son nom à une rue : Andrée Brevet (L4), très active dans la diffusion de la presse clandestine. Arrêtée lors d’une mission à Paris, elle transitera par Fresnes avant d’être exterminée à Ravensbrück. Aux autres héros seront attribués des noms de squares ou de résidences. C’est à un collectif de résistants de diverses nationalités étrangères qu’est attribué en 1982 le nom de square du bataillon Carmagnole-Liberté (J3). Il s’est principalement illustré en tentant de libérer la ville en août 1944 de façon suffisamment convaincante pour que l’ennemi ait dû composer avec lui avant de décrocher. En 1984 c’est du nom d’un couple d’enseignants René (1911-1944) et Marguerite Pellet (1904-1945) (I1) qu’est baptisé un autre square. Ils exerçaient leur fonction dans l’Institut des aveugles qu’ils avaient transformé en base logistique (imprimerie, radio, hébergement de résistants). Du mari, arrêté à Chaponost après dénonciation, on repêchera le corps dans le Rhône à Saint-Pierre de Bœuf ; son épouse, déportée à Ravensbrück, sera tuée en Autriche par un bombardement allié sur la voie ferrée dont les déportés assuraient l’entretien. Le square Hugues Limonti (O2) est créé en 1990. Cet agent de liaison, très actif dans le transport d’armes et de matériels aura la chance de survivre à l’enfer de Buchenwald. Rapatrié en 1945 il sera honoré du titre de compagnon de la Libération et résidera à Villeurbanne jusqu’à son décès en 1980.

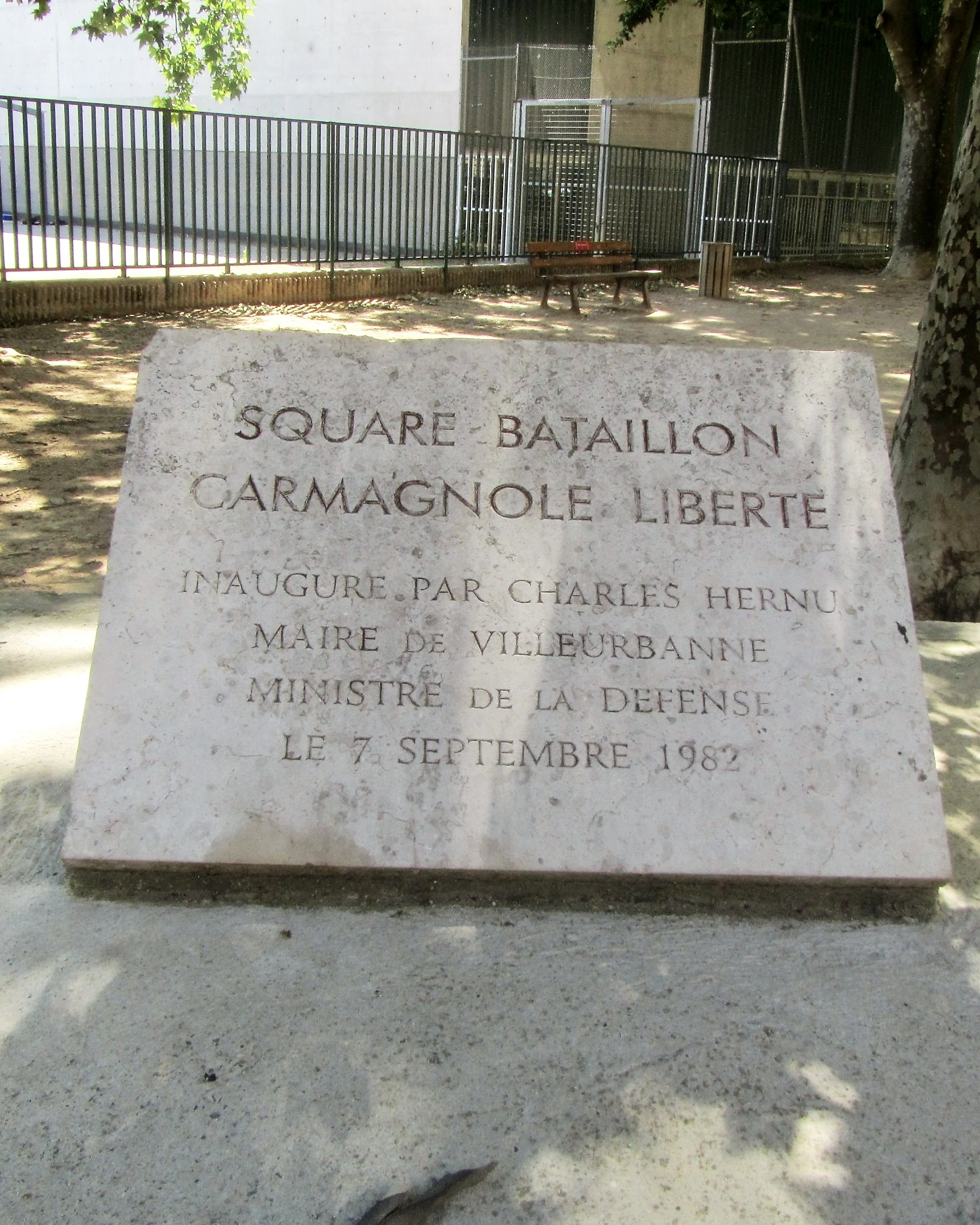
square Carmagnole Liberté Plaque d'inauguration
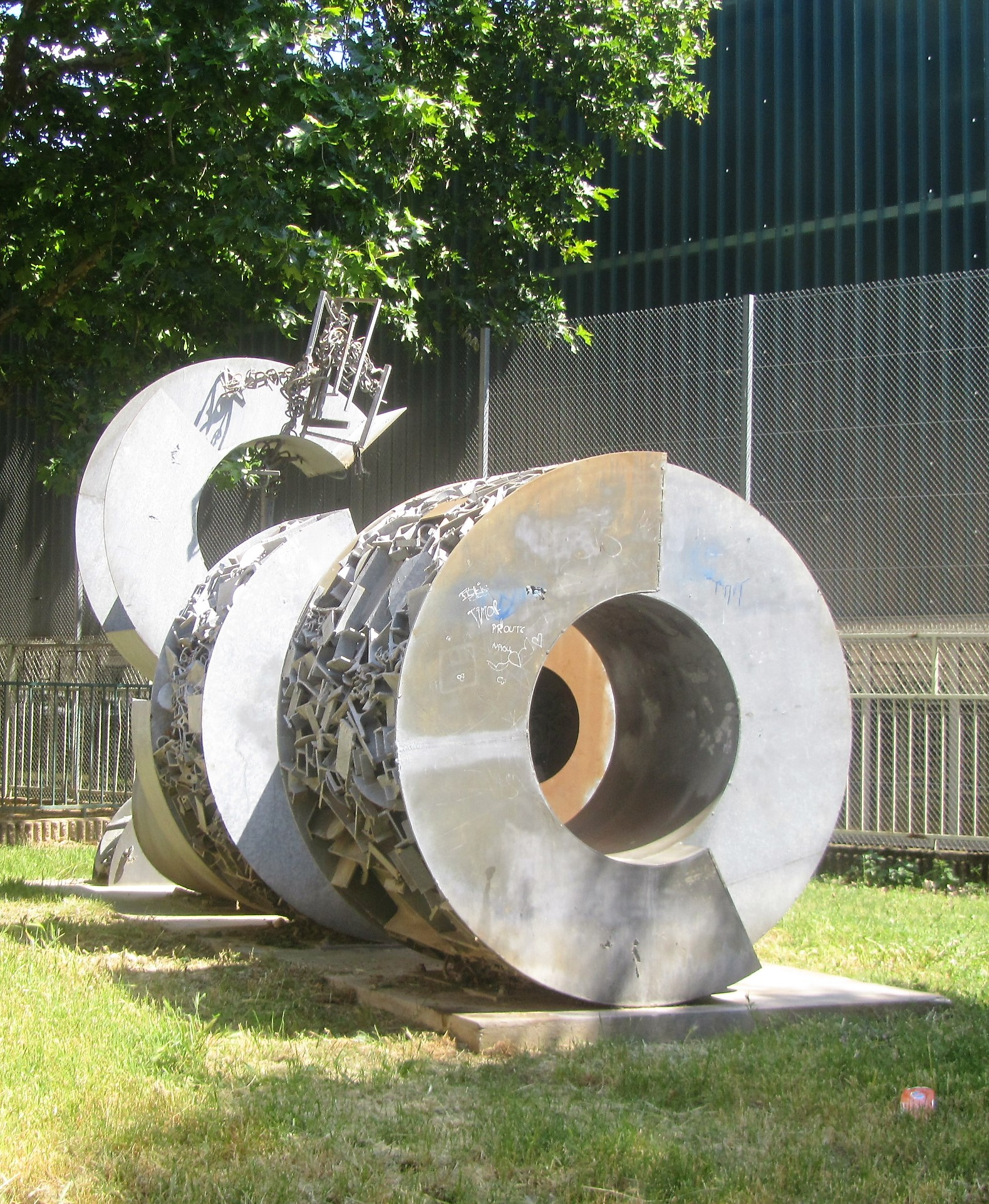
square Carmagnole Liberté Treuil

Squares, mais aussi résidences. Le capitaine Claudius Billon (1896-1944) était un as de l’aviation de la Première Guerre mondiale. Il était l’expert incontesté pour la réception des parachutages. II bénéficiait d’une telle considération auprès des Allemands qu’après son arrestation ils lui ont proposé sans succès de collaborer. Les circonstances de sa mort quelque part en Allemagne n’ont jamais été élucidées. Joseph Martinet (1903-1986) était Lyonnais de naissance(1903) mais c’est à Villeurbanne que cet imprimeur a exercé clandestinement son activité dans le quartier des Charpennes au service de la Résistance. Une HLM a reçu le nom de Paul Troisgros (1922-1984). Il connaît la prison en France, l’internement en Espagne sur la route d’Alger d’où il revient en France parachuté. Le parti socialiste dans la paix revenue le mettra au service des anciens combattants. Frère Benoît ( I1 avenue Einstein) (1896-1968) un enfant du Gard, n’a jamais dévié depuis la Grande Guerre de sa vocation d’infirmier. Démobilisé à Lyon en 1940, il se dévouera pour les victimes et leurs proches dans les circonstances les plus dramatiques. Son vœu d’être enterré au cimetière militaire de la Doua sera exaucé. Robert Ettinghausen a donné son nom au quartier du commissariat de l’armée de terre sur le cours Emile Zola. Lieutenant évadé de captivité, il tombera à nouveau entre les mains de l’ennemi et ne sortira de Montluc que pour être fusillé. Personne à Villeurbanne n’ignore le nom de Georges Lyvet  (1906-1944) (H5)  qui a donné son nom au principal stade de la ville. Natif de Bourg-en-Bresse mais embauché comme métallurgiste à Villeurbanne, il y déploie son énergie dans tous les domaines d’activités syndicales, culturelles et sportives. Les Résistants en font un de leurs chefs jusqu’à son arrestation à Caluire. Il ne succombe pas aux tortures subies à l’École de santé militaire de Lyon mais est tiré de son lit de l’hôpital de la Croix Rousse pour être fusillé, lui aussi ! Le couple de médecins Alice et André Steenberghe domicilié face à la mairie et honoré d'un square a manifesté tout au long de son existence d'une intense activité humanitaire bien au-delà de la sphère professionnelle. Leur demeure est devenu un lieu de rencontre pour les résistants. Plus heureux que son épouse, André n'a pas connu la prison de Montluc où sa femme a été torturée . Cependant Alice lui a survécu assez longtemps pour témoigner au procès Barbie.

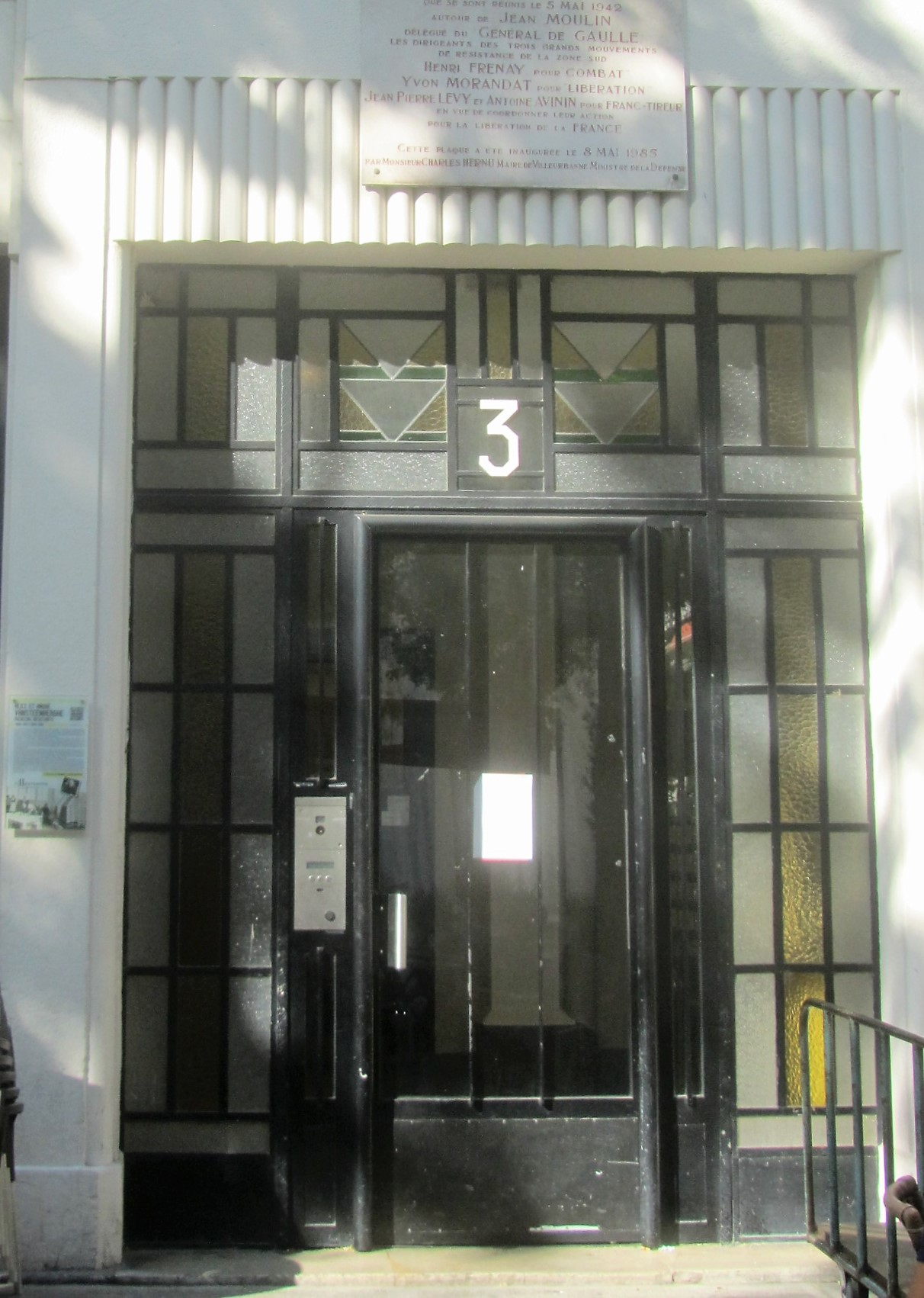
Domicile du couple Van Steenberghe
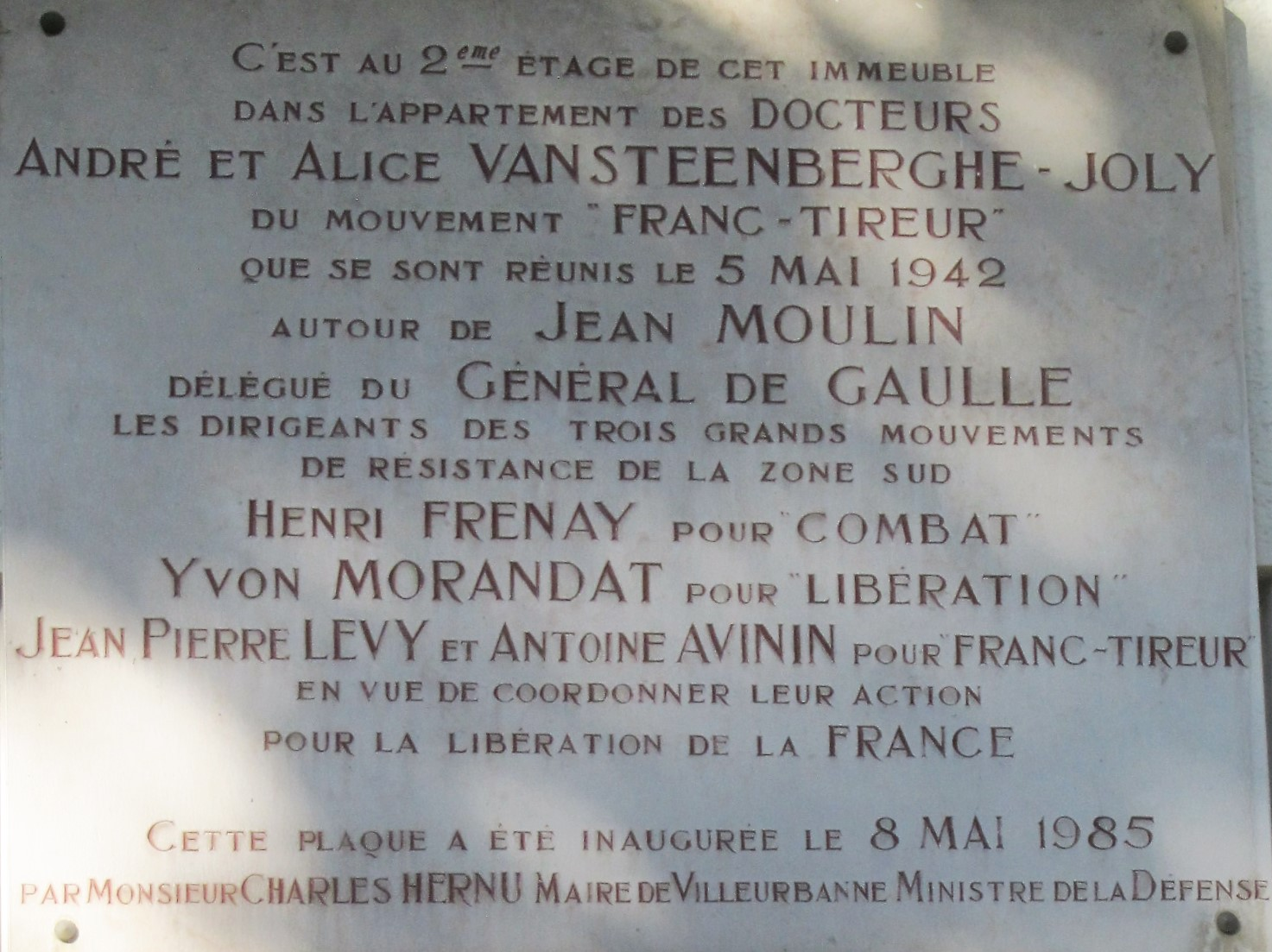
Réunion des chefs de la Résistance chez les Vansteenberghe
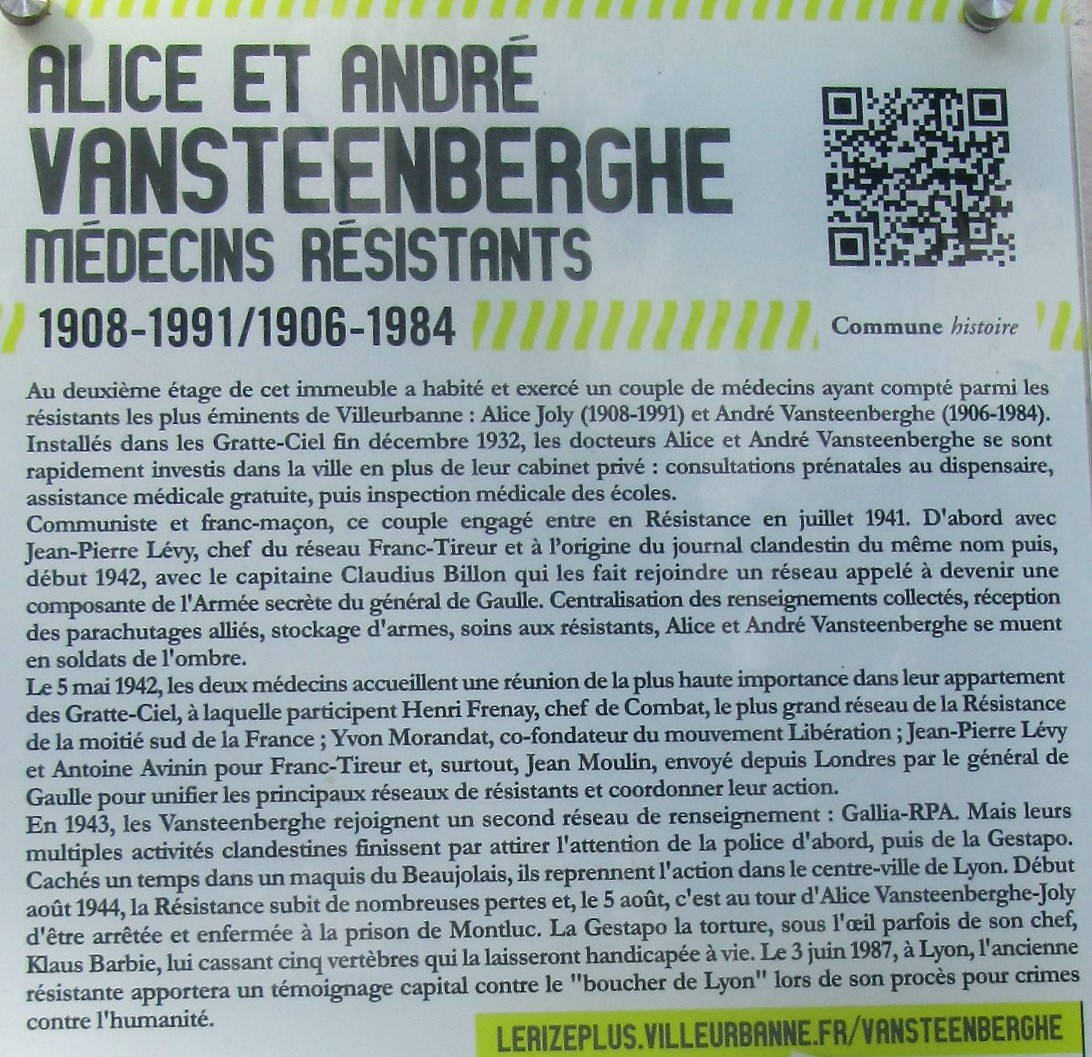
La vie du couple Vansteenberghe

### Les grandes causes

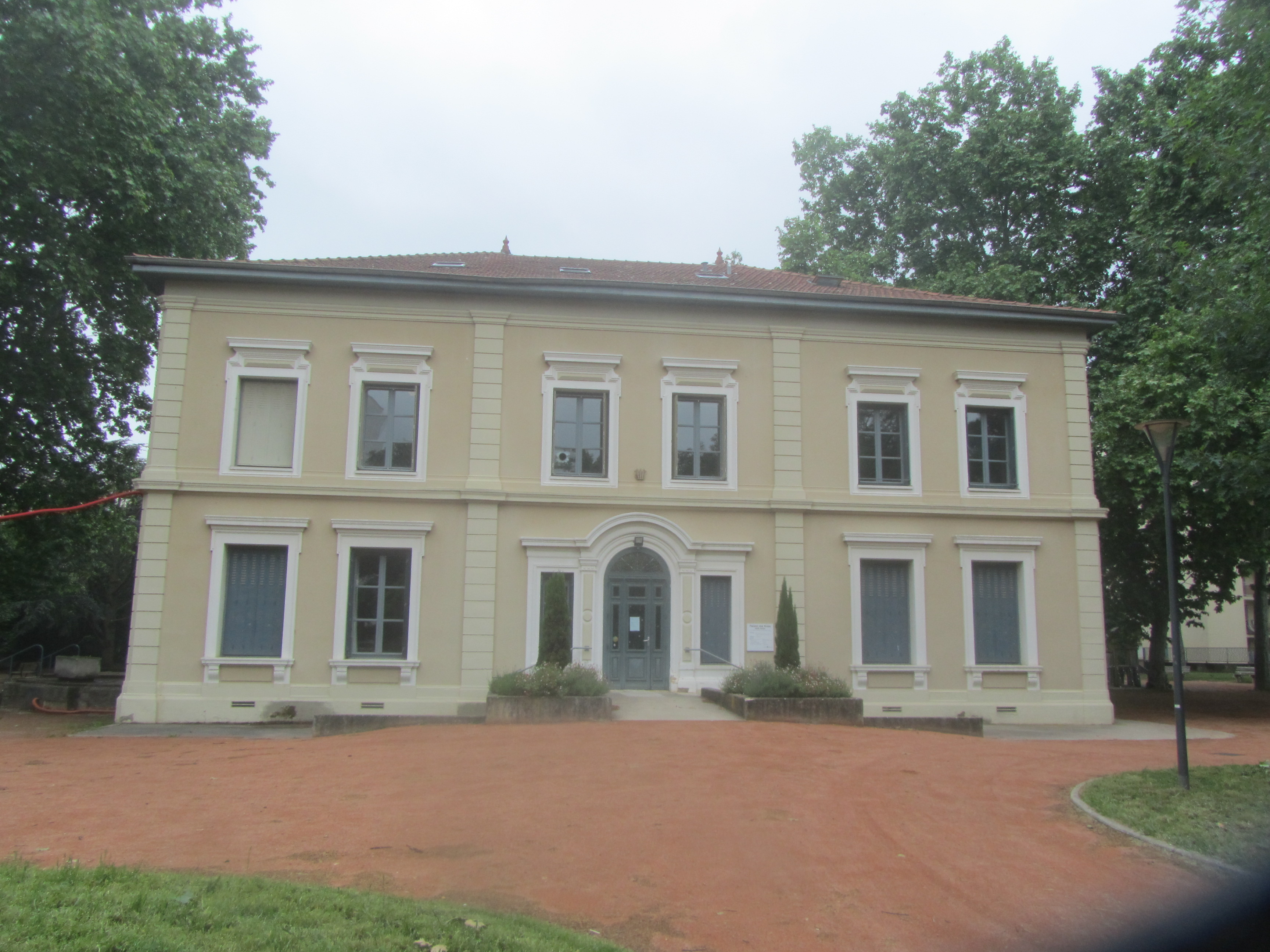
Maison René Cassin

Au lendemain du conflit mondial les valeurs de paix et de liberté apparaissent intimement mêlées. Elles seront exaltées en la personne de René Cassin en 1981 cinq ans après son décès en 1976. La notion de Droits de l’Homme est étroitement associée tant au niveau européen qu’au niveau mondial à ce fondateur de l’UNESCO, prix Nobel de la paix 1968. La villa (L2) de l’ancien patron J-B Martin lui est dédiée, au cœur de l’Espace des Droits de l’Homme  (L2) ! Jean Monnet avait bataillé lui aussi pour la défense de la paix mais par une autre voie : celle de l’Europe aux nations réconciliées. En 1987, huit ans après son décès, a été inauguré l’espace de l'Europe-Jean-Monnet (A3-A4) dans le quartier du Tonkin en fin de restauration. Ses lettres de noblesse en matière de sécurité internationale remontent à l’époque de la création de la S.D.N. Et c’est lui qui a inspiré à Robert Schuman l’idée de fonder la Communauté européenne du charbon et de l'acier (CECA) en 1950. Il paraît opportun de signaler que le nom du boulevard de Stalingrad a été changé significativement en boulevard de la bataille de Stalingrad l'insistance étant portée sur la valeur des combattants. Dans le même esprit de justice, on peut s'étonner que le nom du général de Gaulle (E2) reste celui d'un échangeur signalé par une plaque à hauteur de chien dans le quartier de Croix-Luizet. Toutes les autres communes de l'est lyonnais à l'exception de Saint-Fons au territoire exigu l'ont honoré d'une artère.
On reste dans le domaine des Droits de l’Homme avec l’antiracisme. La présence à Villeurbanne d’une importante communauté juive a particulièrement sensibilisé la population à la cause de l’antisémitisme. Bernard Lecache (1885-1968) (01) lui a consacré son existence dès les années 1920 où il dénonce les pogroms en Russie et fonde la LICA (1929). Aux premiers rangs dans la lutte contre le nazisme, un temps interné par Vichy, il élargira son action au niveau mondial et présidera jusqu’à sa mort la LICRA (Ligue Internationale Contre le Racisme et l’Antisémitisme). Nombreux sont les Arméniens à avoir trouvé refuge dans la banlieue est de Lyon pour échapper au génocide des années 1915-1916. L’Arménie (K2) a sa rue depuis 1987. Le hasard a voulu que Charles Hernu soit décédé d’une crise cardiaque en plein meeting sur ce pays durement frappé par le tremblement de terre de 1988. La municipalité de Villeurbanne ne retiendra pas du général Moshé Dayan (1915-1981) (A4) ses faits d’armes mais ses tentatives pour aboutir à une fin pacifique du conflit entre Israël et le monde arabe. Elle l’honorera d’une rue deux ans après son décès. Le jumelage avec Bat Yam (A4) en 1978 avait créé un contexte favorable. Le nom de Martin Luther King, martyr de la cause noire en Amérique a été choisi pour une résidence du boulevard Eugène Réguillon 14 ans après son assassinat à Atlanta.
La cause des droits de l’homme est rendue encore plus concrète lorsque sont frappées des personnalités mondialement connues de part et d’autre du fameux rideau de fer. Le président du Chili Salvador Allende (A3), porteur emblématique des valeurs socialistes, était mort les armes à la main en 1973 pour combattre le putsch du général Pinochet. Il a son avenue depuis 1978. Andreï Sakharov (B4), lui, a eu droit à sa place un an après son décès en 1990. L’illustre physicien, père de la bombe H soviétique, entré en dissidence et assigné à résidence, avait fondé dans son pays une section d’Amnesty International et reçu le prix Nobel de la paix.

La défense des déshérités est un autre thème mobilisateur et la municipalité n’a eu que l’embarras du choix pour distinguer certains de leurs avocats. Il en est même de Villeurbannais. Ainsi a ainsi créé le square des Tout-Petits Adolphe Lafont (J3) en 1994. En vérité seul changeait de nom un square d’ancienne fondation (1929). L’artisan en confection qui avait su développer un véritable empire industriel dans le domaine du vêtement de travail s’était aussi montré un modèle de patron social, particulièrement attentif au bien-être des enfants de son personnel dans le quartier de la Ferrandière. Il avait fait don à la ville du terrain de 2 900 m2 qui avait été aménagé pour l’agrément des tout-petits. 

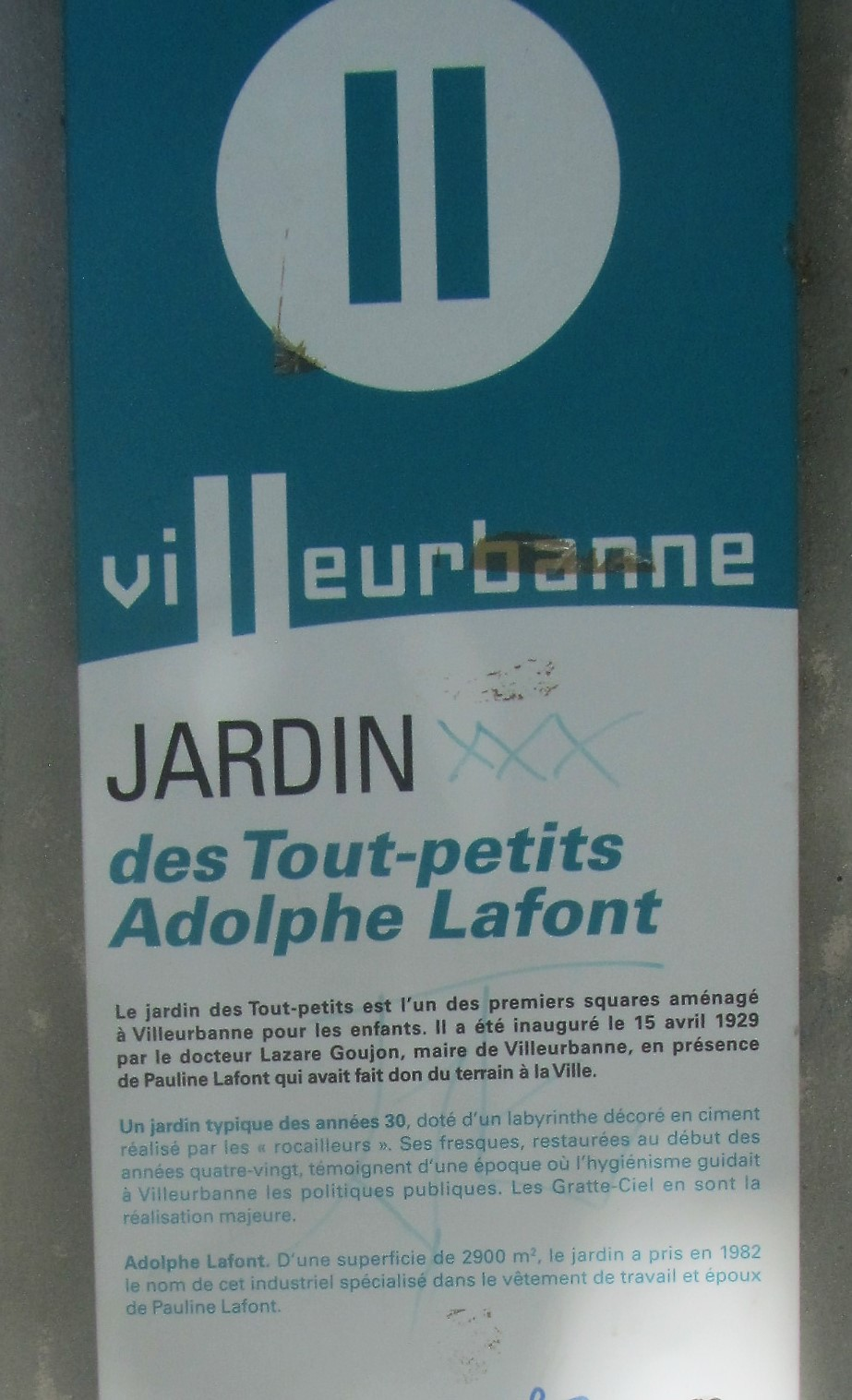
Panneau Jardin Lafont
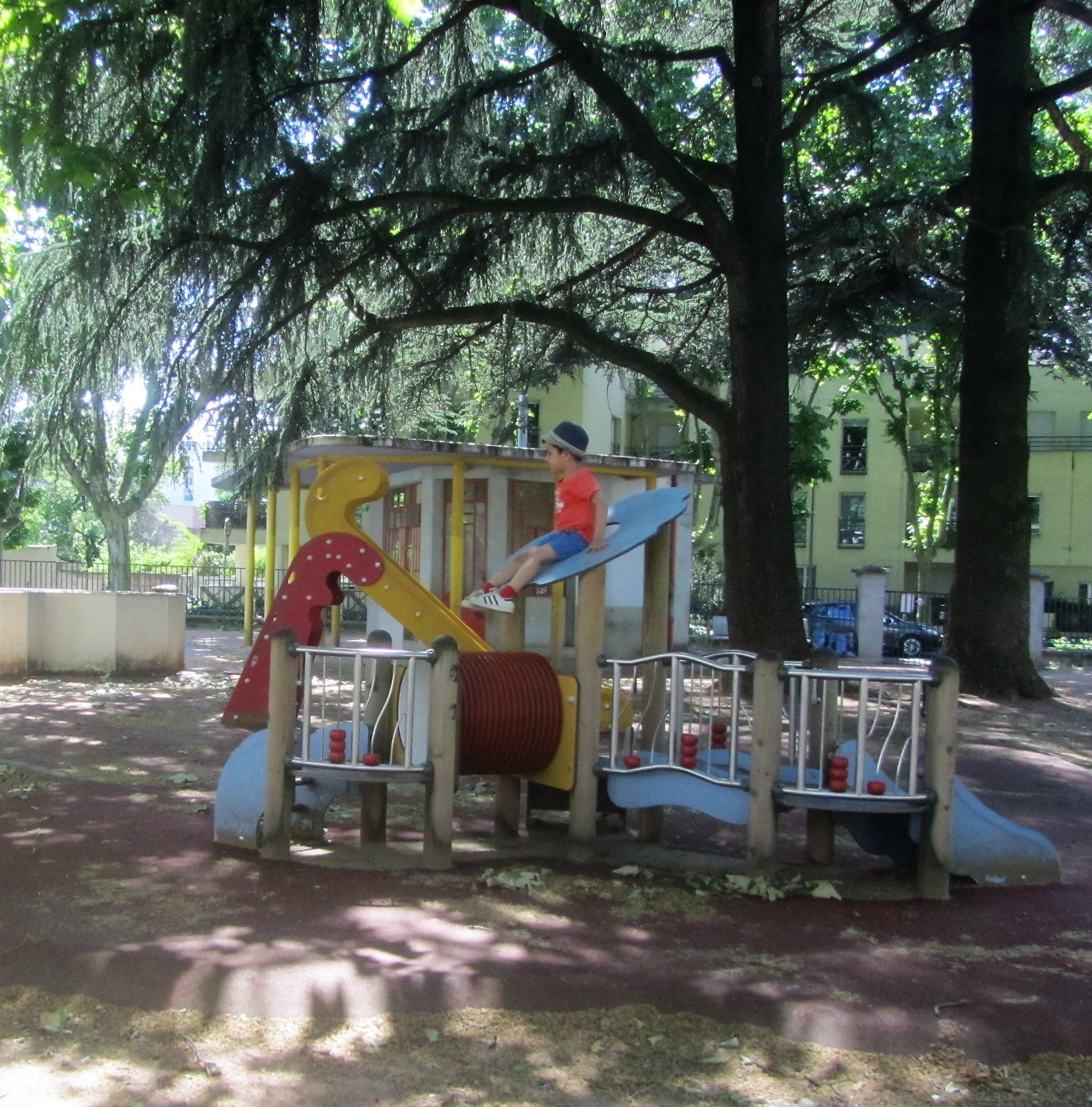
Jeux pour enfants Jardin Lafont
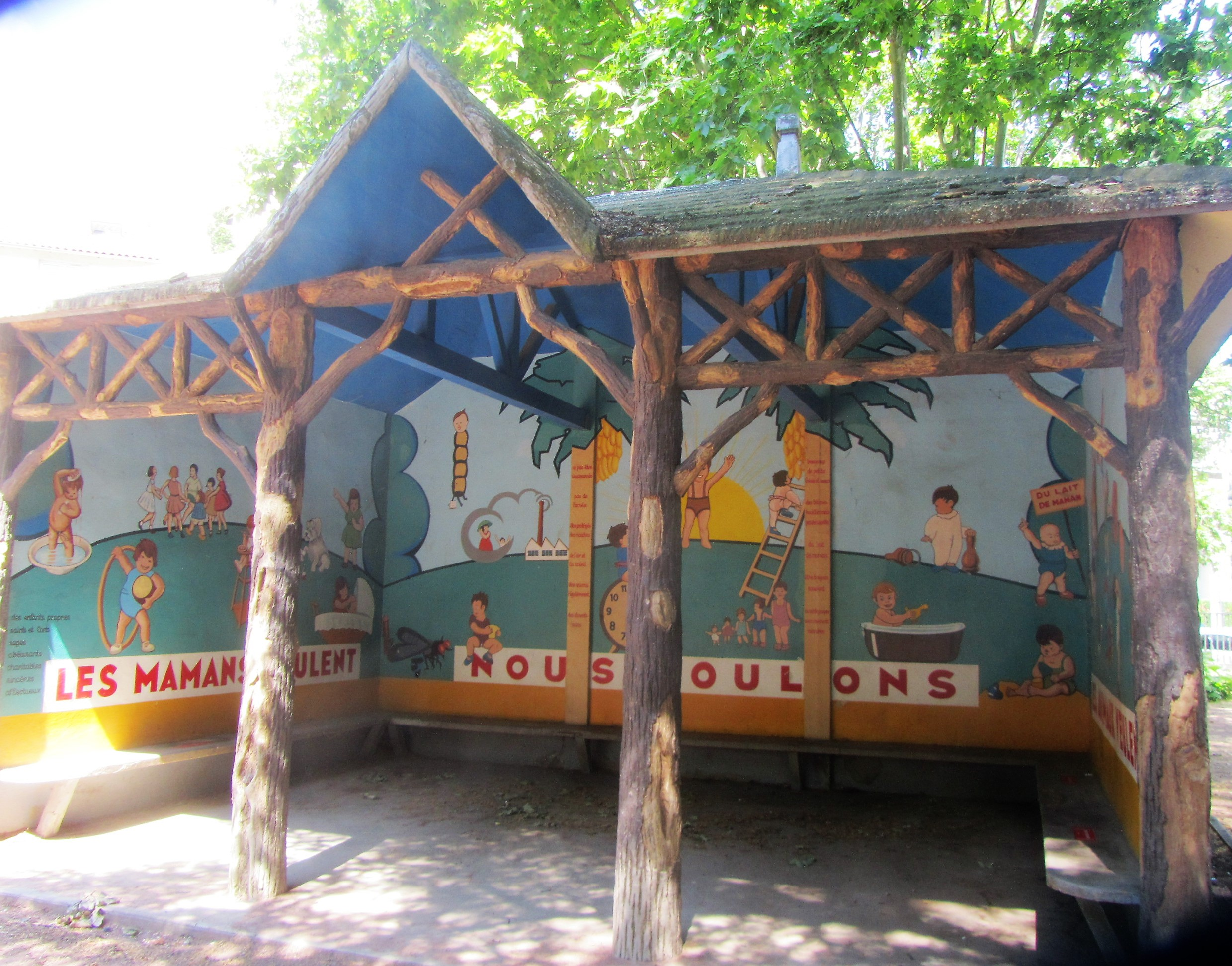
Jardin Lafont Préau
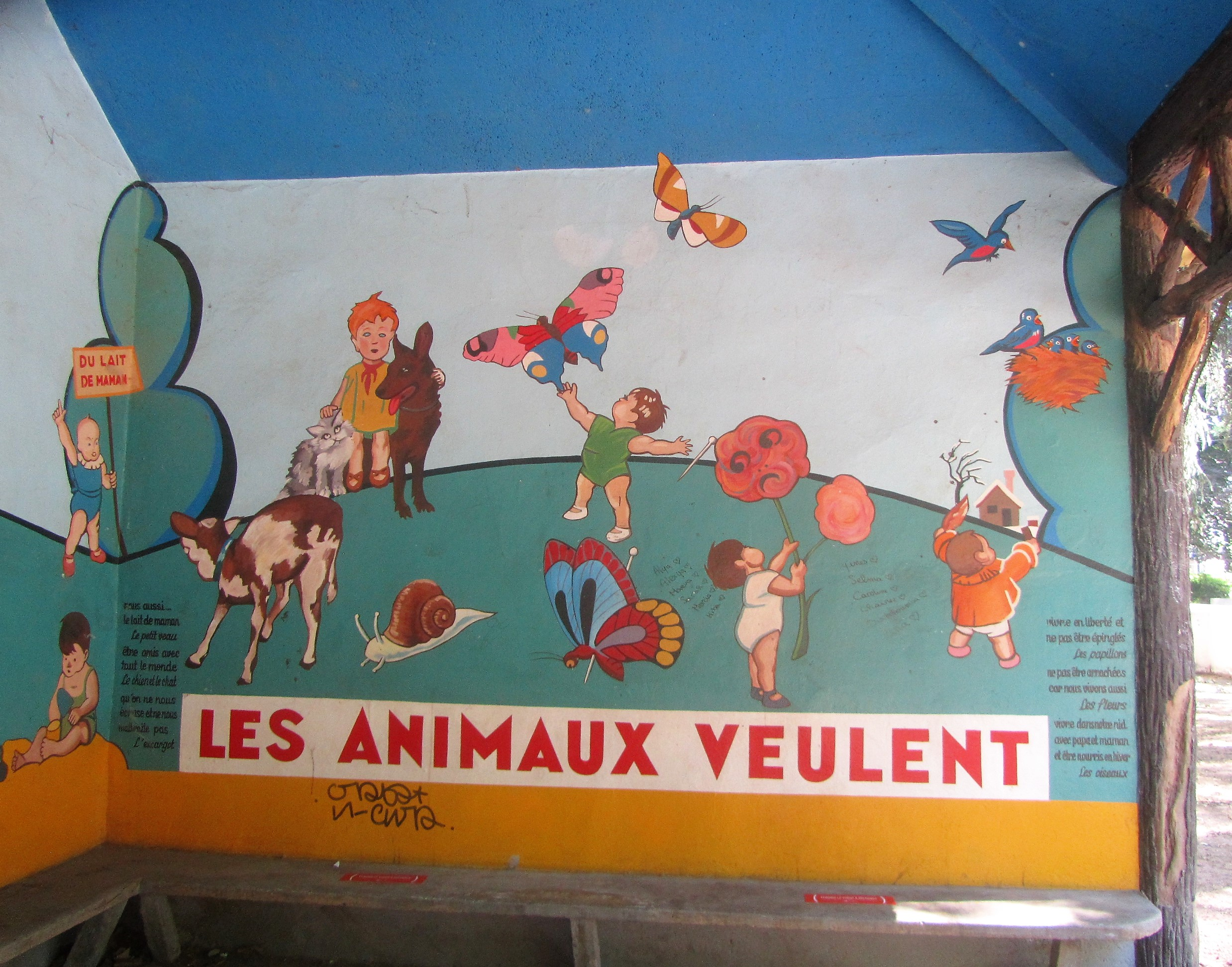
Décor sous préau jardin Lafont
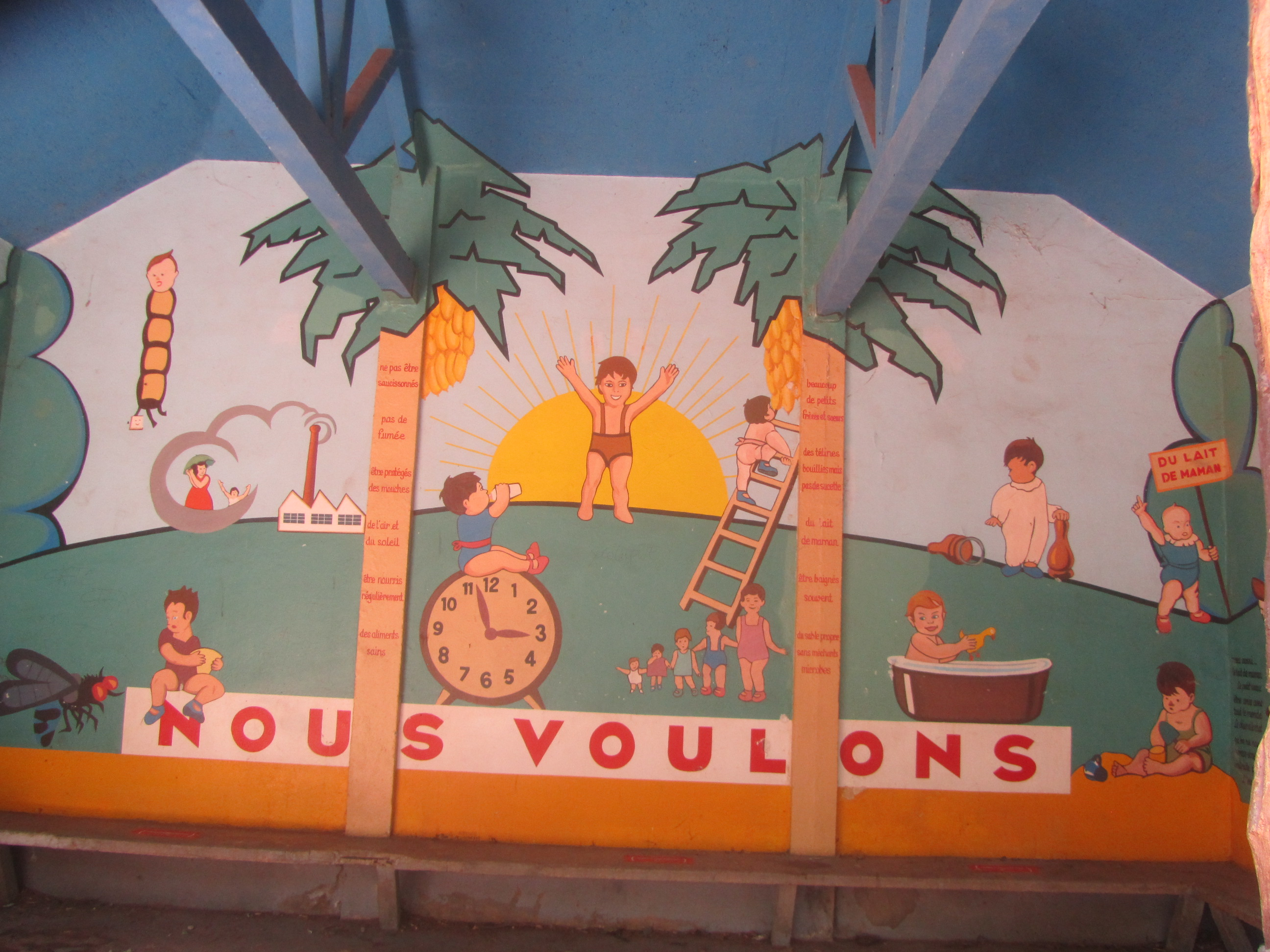
Décor sous préau "Nous voulons"
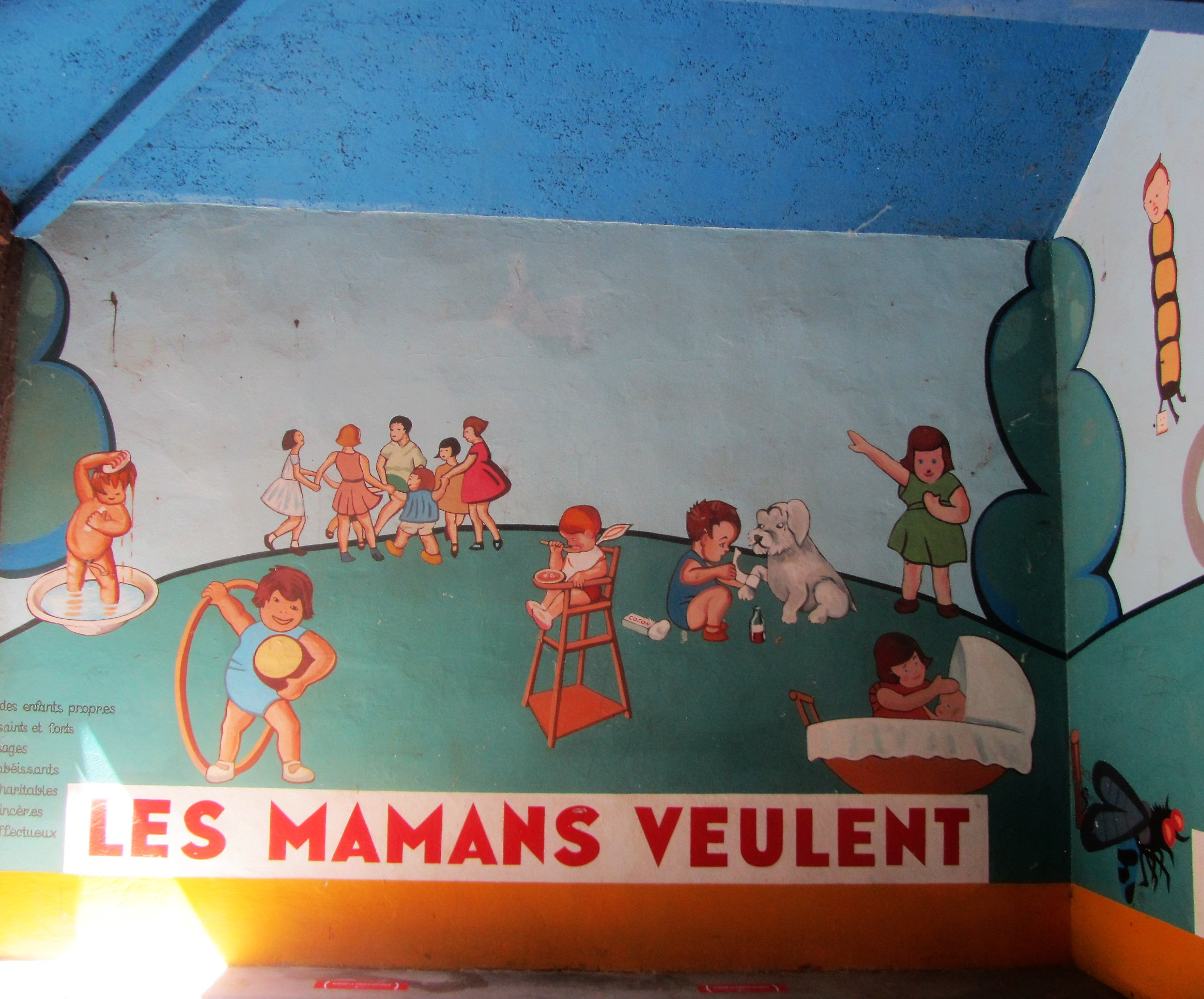

La réputation du père Joseph Wresinski (1917-1988) n’est plus à faire. Cet enfant d’immigrés, d’un père polonais et d’une mère espagnole, ayant connu la misère a voulu l’épargner aux exclus en fondant ATD Quart-Monde, « véritable carrefour du volontariat ». Il est aussi considéré comme l’inspirateur de la création du RMI (Revenu Minimum d’Insertion). La résidence qui porte son nom avenue Roger Salengro comporte logiquement des logements sociaux.
Le mouvement féministe s’est d’abord manifesté à Villeurbanne sous les mandatures de Charles Hernu par des noms de crèches : Jeanne Deroin (1805-1894), Pauline Roland (1805-1852), Désirée Gay (1810-1890) et Eugénie Niboyet (1796-1883), toutes femmes de la même génération au XIXe siècle. Leur intérêt pour la cause ouvrière est plus ou moins indissociable de l’engagement pour l’égalité des sexes. Ces ancêtres du féminisme ont été d’ardentes propagandistes de leurs idées socialistes et républicaines par de nombreuses publications. Elles ont évidemment accueilli avec joie les débuts de la Révolution de 1848 et ont dû prendre le chemin de l’exil, intérieur pour E. Niboyet, ou extérieur : en Belgique pour D. Gay, en Angleterre pour J. Deroin. P. Roland, elle, n'a pas eu le choix car elle a été déportée en Algérie après le coup d’État de Louis-Napoléon Bonaparte. Cette percée du mouvement féministe s’est accentuée au début du XXIe siècle. Les horizons chronologiques se sont élargis du XVIIIe à nos jours. Olympe de Gouges (1755-1793) (P1) fait figure de précurseur. La célèbre auteure de la Déclaration de la femme et de la citoyenne a payé cette provocation en montant sur l’échafaud. Plus encore que ses contemporaines la célèbre romancière George Sand (L4) avait fait en son temps figure de porte-drapeau du féminisme. La dernière vague du mouvement féministe est sans distinction de nations. Ont été mises aux premiers rangs de l’actualité les noms de l’Allemande Gerda Taro (1910-1937) (P2), photographe de presse tuée à Madrid au cours d’un reportage ; Charlotte Delto (1913-1985) (P1), s'est fait un nom dans le théâtre parisien. Fille d’immigrés italiens cette résistante communiste du camp de Ravensbrück a été remise en mémoire à l’occasion du centenaire de sa naissance ; Assia Djebar (1936-2015) (P1-P2) est une romancière algérienne et Myriam Makeba (P2) une chanteuse de jazz. L’empressement à répondre à la pression des milieux féministes a conduit à un regroupement géographique de ces personnalités dans un des rares lotissements encore disponible pour les accueillir derrière le nouveau cimetière de Cusset. Elles y voisinent aux côtés d’Olympe de Gouges.

### De la littérature au cinéma
La municipalité de Villeurbanne s’est associée à l’hommage rendu à Victor Hugo (K4) l’année même de sa mort (1885) comme ce devait être le cas pour Emile Zola en 1902. Les attributions de rues à des écrivains se font rares par la suite. Citons : Ernest Renan (H5) en 1904 dans l’ambiance anticléricale de la loi de séparation de l’Église et de l’État et Jean Racine (K1-K2) en 1910. En 1924, les communistes célébrèrent Mozart (B3) dont le génie transcende les nations. En la personne du musicien Hector Berlioz (B4) ils honorent une des plus grandes gloires dauphinoises. Le romancier Honoré de Balzac  (K4-L4) pouvait être considéré comme le meilleur contempteur d’une bourgeoisie exécrée ? Il faut attendre les mandatures de Lazare Goujon entre les deux guerres pour que soient multipliées les marques d’intérêt pour la littérature et les arts sans vraie préférence pour tel ou tel quartier : en position centrale - les Gratte-ciel - avec Baudelaire (K2-K3), Malherbe (K1), Sully Prudhomme (K2) et Verlaine (K1-K2) ou dans la périphérie proche : l’architecte François Mansart (J1), Pierre Loti (E4) aux Charpennes avec Larousse ou dans les lotissements éloignés : Molière (E2) à Croix-Luizet, Alexandre Dumas (E3), le peintre Jean-Baptiste Greuze (F4-F5) à Château-Gaillard, Charles Perrault (E4) à Cusset, François-René de Chateaubriand (E3), Georges Courteline (C3) aux Poulettes, le fabuliste Jean de La Fontaine (J3-K3) à la Ferrandière. Un seul romancier étranger figure dans cette liste mais Léon Tolstoï (J2-L3) avait acquis une stature internationale et méritait qu’on lui attribue une grande artère.
Le choix du félibrige Frédéric Mistral par le régime de Vichy ne sera pas remis en cause. Les années Gagnaire n’ajoutent que trois noms à la liste : Alfred de Musset (02-P2), Saint-Exupéry (K4) et Albert Camus (03), ce dernier pour une école. Il faut attendre la relance socialiste avec Charles Hernu à partir de 1977 pour que le patrimoine s’enrichisse mais de manière spectaculaire d’une vingtaine de nouveaux noms de rues ou résidences. À l’exception du compositeur d’opéra Charles Gounod le quartier du Tonkin alors en pleine rénovation (on ne s'étonne pas de l'hommage rendu au passage au célèbre architecte Jean Novel (A4) en a la quasi-exclusivité. La littérature avec l’auteur de comédies Marcel Achard (A3) et Henri Vincenot (A4), l’homme des chemins de fer, tous deux récemment décédés et la musique avec Georges Bizet et Jules Massenet (pour une résidence) ont la portion congrue. En revanche, l’art du cinéma est amplement célébré principalement à travers ses grands réalisateurs français Henri-Georges Clouzot (A4), Julien Duvivier (A3), Georges Méliès (A3), François Truffaut (B4 -une école), Louis Malle (A4) mais aussi italien Roberto Rossellini (A3) ou anglo-saxon Charlie Chaplin (A4), John Ford (A3) et Vincente Minnelli (pour une résidence). Quelques acteurs français aussi sont honorés comme Jean Gabin, pour une résidence  ou l'Américain Buster Keaton (A3) ; Jacques Brel (A4) a sa place comme acteur mais aussi comme chanteur en voisin de Georges Brassens pour une résidence.

### Les sciences
La population ouvrière a toujours reconnu les mérites des hommes de science. Avant la Grande Guerre avaient déjà été célébrés en 1910 les chimistes Eugène Chevreul (M1-N1) et Marcellin Berthelot (M2 un groupe scolaire) mais aussi Louis Pasteur (N1) et Edouard Branly (D4), un des pères de la TSF et, en 1914, le philosophe René Descartes (B3-B4). À cette liste les communistes avaient ajouté en 1924 Louis Braille (K3-K4) qui avait si bien complété les travaux de Valentin Haüy (K3-L3) pour faciliter la lecture aux aveugles. L’équipe municipale de Lazare Goujon entre 1927 et 1932 a puisé dans tous les siècles depuis le XVIIe avec Blaise Pascal (J2-J3), le XVIIIe avec Denis Papin (F4), le père de la navigation à vapeur, et Luigi Galvani (G4), le XIXe avec Arago et le XXe avec Toussaint Frappaz (M1-M2), médecin chef à l'hôpital de Villeurbanne, qui avait bien mérité la reconnaissance des victimes des combats. Pour la rue Ampère le choix en 1939 était tout indiqué à côté de la centrale de Cusset. Il faut attendre 1970 pour de nouvelles créations de rues : Thomas Edison (P2), Joseph-Michel Montgolfier (E4), et Jacques Monod pour une résidence.
Quand est créé en 1957 le campus universitaire de la Doua pour le transfert de l’université Claude Bernard (A2-B2) depuis le quai homonyme à Lyon c’est tout un quartier d’une centaine d’hectares qui est ouvert aux scientifiques pour la dénomination de nouvelles voies. On peut établir dans ce lacis complexe une hiérarchie basée à la fois sur leur longueur et la notoriété des personnalités. Le nom d’Albert Einstein (C2-E1) s’est imposé dès 1957 pour la principale avenue par laquelle on accède au campus. Celui du Danois Niels Bohr (A2-D2) père de la physique quantique et l’un des inspirateurs de la théorie de la relativité a été choisi pour une longue rue qui opère le bouclage par le nord de l’avenue Einstein : un ensemble d’environ 3 kilomètres. Cette boucle laisse toutefois en marge le secteur de l’Université qui avait été réservé à l’UFR des sciences et techniques des activités physiques et sportives séparée de l'Université par l'avenue Pierre de Coubertin, en souvenir du fondateur des Jeux Olympiques (A2) et desservie pour partie par le boulevard André Latarjet (B3) : de naissance bourguignonne mais Lyonnais par sa carrière dans les milieux hospitaliers, il s’était manifesté par l’importance accordée à la formation des professeurs de gymnastique. En doublure partielle de l’avenue Einstein sur près de 1 km, l’avenue Jean Capelle (C2-D2) porte le nom de l’universitaire moins connu pour son rôle d'enseignant de physique que par son intervention décisive dans la création des INSA (Institut National Universitaire de Technologie). Il devait devenir le directeur de celui de Lyon, le premier créé en application de la loi de 1957. Un axe fort nord-sud perpendiculaire à cet ensemble a reçu le nom d’avenue Gaston Berger (B2-B3): en tant que directeur de l’enseignement supérieur au sein du ministère de l’éduction nationale (1953-1960) il a joué également un rôle de premier plan dans le vote de la loi de fondation des INSA.
Pour le réseau des rues secondaires, à côté de dénominations banales : rue des sciences (C2), rues de la Physique (C2), rue de la Technologie, rue de l’Industrie (D1), rue de l’Emetteur (D1-D2) , certains éponymes ont été choisis en double du quartier de l’Université à Lyon : Claude Bernard et Victor Grignard (B2). D’autres sont de nouveaux venus comme le jeune prodige des mathématiques Évariste Galois pour un square et le botaniste Jean-Baptiste Lamarck (B2-B3) , précurseur de Darwin. L’Italien Enrico Fermi (B2) est là pour rappeler le caractère international de la science. Par une décision beaucoup plus tardive (1984) du conseil municipal le choix a été fait, pour Frédéric et Irène Joliot Curie, dans le quartier de Cusset.
Lancées à peu près dans les mêmes années, les opérations Tonkin et Campus de la Doua témoignent l’une et l’autre d’une commune volonté de large ouverture sur le monde des arts et des sciences.